# Operação Popeye
A Operação Popeye foi o avanço dos destacamentos Tiradentes e Caicó do Exército Brasileiro e Polícia Militar de Minas Gerais, a partir de Minas Gerais, ao Rio de Janeiro e Brasília durante o golpe de Estado no Brasil em 1964. Sua retaguarda foi garantida dentro do estado pelas operações Gaiola e Silêncio. Ordenada pelo general Olímpio Mourão Filho, da 4ª Região Militar/Divisão de Infantaria, foi a primeira ofensiva militar do golpe, com o Destacamento Tiradentes, cujo comando foi delegado ao general Antônio Carlos Muricy, defrontando-se com forças legalistas do I Exército, delegadas ao general Luís Tavares da Cunha Melo, a partir de 31 de março em território fluminense. Isso foi um dos fatores da saída do presidente João Goulart do Rio de Janeiro e do colapso da resistência legalista na cidade, e assim os destacamentos adentraram a Guanabara e Brasília em 2 de abril, com o governo federal já derrotado nos seus destinos.
Desde 1963, Mourão conspirava em Minas Gerais contra o governo federal, aliado a seu subordinado, o general Carlos Luís Guedes, o governador Magalhães Pinto e a Polícia Militar, que foi preparada para lutar como força convencional. Guedes e Magalhães Pinto tinham um plano mais defensivo, reforçado pela negociação com o Espírito Santo para o acesso ao mar, de onde poderiam receber apoio logístico americano. Mourão julgava isso impraticável, pois a guarnição mineira era muito mais fraca do que a do Rio de Janeiro. Sua solução era um ataque surpresa, reunindo à noite as unidades de Juiz de Fora, entrando na Guanabara ao amanhecer, prendendo o presidente e tomando o Ministério da Guerra. Nisto consistia a Operação, mas este plano original nunca foi usado, pois Mourão deflagrou o golpe na madrugada de 31 de março. O que ocorreu em seguida foi a reunião das forças em rebelião e o encontro com os legalistas no interior fluminense ao longo de dois dias.
A operação transcorreu ao longo da Estrada União e Indústria, com os eventos mais importantes no trecho entre o rio Paraibuna, na fronteira, e a cidade de Areal. As forças do “dispositivo militar” legalista estavam em plena vantagem numérica e de poder de fogo, e, considerando apenas o plano militar, sua vitória era provável. Suas ordens eram defensivas, e Goulart não quis usar a Aeronáutica, que poderia ter sido decisiva. Muricy contava com o plano político, no qual viriam adesões. No dia 31, antes da chegada dos legalistas, os rebeldes já tinham uma cabeça de ponte sobre o Paraibuna, na localidade de Monte Serrat, um local de grande valor tático. À noite foram defrontados por forças do 1º Batalhão de Caçadores (1º BC), vindo de Petrópolis, sob o tenente-coronel Kerensky Túlio Motta. Kerensky viu-se obrigado a recuar após dois de seus pelotões aderirem ao inimigo ao redor da meia-noite. Em seguida, às 05h00 o poderoso 1º Regimento de Infantaria (1º RI, o Regimento Sampaio) que deveria montar uma defesa no rio Paraíba do Sul, em Três Rios, aderiu ao Destacamento Tiradentes. Três Rios, desprotegida, foi tomada às 10h30. Cunha Melo comandou a última linha de defesa, o 2º RI, à frente de Areal. O combate se aproximava na tarde do dia 1, mas a possibilidade foi interrompida pela notícia de que seu superior Armando de Moraes Âncora, comandante do I Exército, ia a Resende negociar. Cunha Melo negociou com Muricy, cessando a resistência e permitindo sua passagem.
A operação ocorreu paralelamente à participação no golpe do II Exército, de São Paulo, que avançou no vale do Paraíba contra o I Exército, e os eventos no Rio de Janeiro, em conjunto levando à saída e perda da autoridade do presidente no Sudeste. Isso ocorreu enquanto o Destacamento Tiradentes ainda estava no interior fluminense, e o Ministério da Guerra foi tomado pelo general Costa e Silva antes da chegada de Mourão ao Rio de Janeiro, frustrando suas ambições. O confronto entre as forças hostis, que estavam no terreno em posições de combate, mas não chegaram a lutar, foi à época receado pelos moradores locais e relatado na imprensa como cenário de uma hipotética guerra civil.

## Antecedentes

### Protagonistas da conspiração mineira
Em maio de 1962 o Instituto de Pesquisas e Estudos Sociais (IPES), organização empenhada em unir setores sociais de oposição e enfraquecer o governo de João Goulart, instalou-se em Belo Horizonte, numa expansão para fora do eixo Rio-São Paulo e a um estado também relevante política e economicamente. As reuniões tornaram-se frequentes a partir de julho de 1963. A diretoria do IPES-MG era composta somente de empresários, mas o restante da organização tinha “industriais, intelectuais, jornalistas, acadêmicos, oficiais militares, dentre outros”, incluindo membros de classe média. Entre o Exército havia vários oficiais “tradicionalistas”, ou seja, sem treinamento na Escola Superior de Guerra (ESG) e alinhamento com o projeto de reorganização capitalista defendido pelo complexo do IPES, IBAD (Instituto Brasileiro de Ação Democrática) e ESG. Porém, concordavam na oposição ao governo. O coronel Dióscoro do Vale, comandante do 12º Regimento de Infantaria, era representante desse grupo. O coronel José Geraldo de Oliveira, comandante da PMMG, também integrava o IPES-MG.
Para o IPES-MG, influenciar oficiais foi a princípio difícil. O comandante de alta patente preferido foi o general-de-brigada Carlos Luís Guedes, empossado comandante da Infantaria Divisionária da 4ª Região Militar (ID/4) em dezembro de 1961. Ele foi aliciado através de seu Estado-Maior, de seus contatos com civis do IPES-MG e de contatos militares dos IPES paulista e fluminense com o comando da ID/4, em Belo Horizonte. Não era ideal, pois, embora opositor radical do presidente, não compartilhava da ideologia do IPES e da ESG, mas era a opção disponível. Em janeiro de 1964, na “Reunião do Acaiaca”, com a presença do líder do IPES-MG, Aluísio Aragão Villar, os empresários confirmaram seu apoio material a um golpe e Guedes foi designado o líder militar da conspiração.
Hierarquicamente Guedes, à frente de uma Infantaria Divisionária, não era a mais alta autoridade do estado, apenas comandando as unidades de infantaria e estando subordinado a um comando de divisão. No caso, era a 4ª Divisão de Infantaria (4ª DI), sediada em Juiz de Fora, cujo comando existia fundido com o comando da 4ª Região Militar (4ª RM), sendo também chamada de 4ª RM/DI. Essa situação híbrida existia em regiões distantes da fronteira e de menor prioridade, ou seja, Juiz de Fora, Curitiba e o Recife, na 5ª e 7ª RM/DIs. A 4ª RM/DI era subordinada ao I Exército, no Rio de Janeiro.
Em agosto de 1963 assumiu como superior de Guedes na 4ª RM/DI Olímpio Mourão Filho, “conspirador de longa data e já conhecido no meio político e militar brasileiro”. Até então ele já havia conspirado contra Goulart na 3ª DI, em Santa Maria, Rio Grande do Sul, e na 2ª RM, em São Paulo. Politicamente ele era um dos “tradicionalistas”. Em São Paulo ele já havia traçado planos equivalentes às operações Popeye, Gaiola e Silêncio usadas em Minas Gerais.
Assim que chegou, Mourão reuniu-se com Guedes e o governador José de Magalhães Pinto em setembro, explicitando sua intenção de lançar uma “revolução” contra o governo federal. Ambos aceitaram, e Magalhães tornou-se a liderança civil da conspiração, enquanto Mourão era a militar. A liderança de Mourão foi relativa, pois o IPES-MG não confiava nele, receando de sua impetuosidade, que poderia pôr em risco a conspiração cuidadosamente arquitetada. Além disso ele poderia aproximar-se do governador Magalhães e do general Costa e Silva, que divergiam dos interesses do grupo IPES/ESG. Assim, Guedes agiu para controlá-lo, interferindo nas suas ações. Ele percebia isso e se sentia tolhido, julgando que Guedes atrapalhava a “revolução”. Mourão e Guedes detestavam um ao outro. O que o IPES valorizava em Mourão era seu efeito de “isca”, atraindo para si as atenções do serviço de inteligência do governo federal, e sua agitação antigovernista nos quartéis. À época os militares em Minas Gerais ainda estavam pouco mobilizados para a conspiração, embora o ambiente social fosse próprio para sua expansão.
Definiram-se dois polos dentro da conspiração: de um lado, Guedes, e do outro, Magalhães e Mourão. O governador buscava não a “agenda política de classe” do IPES, mas suas ambições políticas pessoais, almejando tornar-se presidente na eleição prevista para 1965. A força militar de Mourão seria um trunfo que poderia jogar nas suas manobras de poder. Já para Mourão, o apoio do governador conferia legitimidade política. O governador também controlava a Polícia Militar, o que foi importante para o equilíbrio de força bélica, como será visto adiante.

### Forças e fraquezas do estado
| (no Rio de Janeiro) |        |
| ------------------- | ------ |
| Controle direto     | 4.639  |
| 1ª RM               | 15.091 |
| 1ª DI               | 7.381  |
| DB                  | 3.826  |
| D Aet (Nu)          | 3.143  |
| GUEs                | 7.783  |
| (em Minas Gerais)   |        |
| 4ª RM               | 1.741  |
| 4ª DI               | 5.091  |

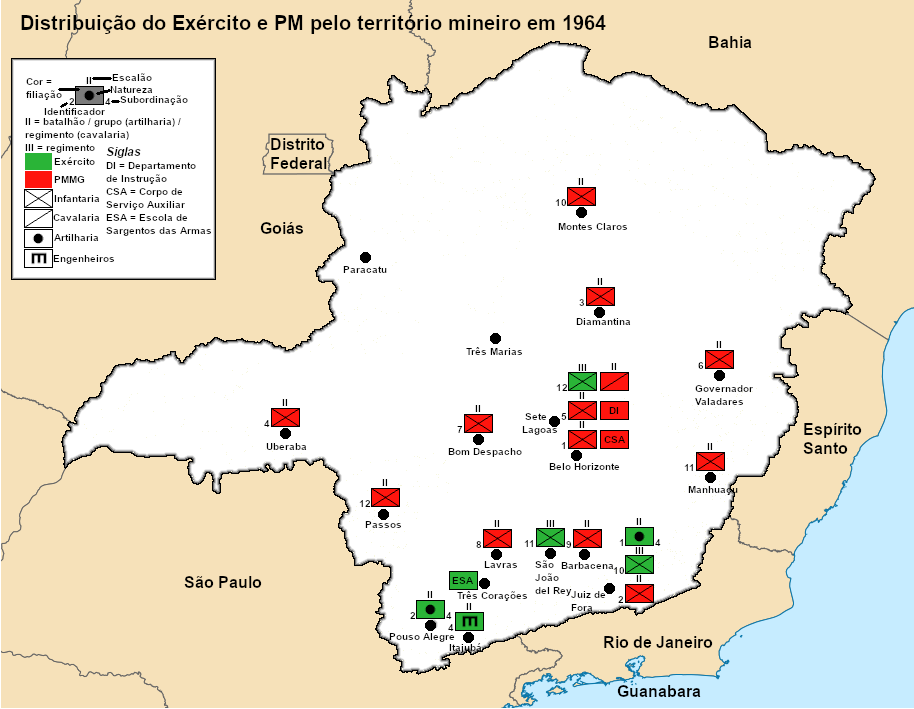
Localização das unidades do Exército e PMMG

O estado era conveniente para a deflagração do golpe pela elevada coesão entre os generais (Mourão e Guedes) e o governador, garantindo o apoio político civil desejado. Essa coesão se estendia à Polícia Militar e à Aeronáutica. Para Mourão Filho, era mais simples conspirar, sendo a mais alta autoridade; em São Paulo, a 2ª RM e 2ª DI eram comandos separados, e no Rio Grande do Sul havia a 3ª RM e cinco divisões diferentes, exigindo a coordenação entre vários generais. A posição central do estado permitia a comunicação com qualquer região do país, e havia uma malha viária completa. Assim, ofensivamente estava ao alcance o Rio de Janeiro — próximo do QG em Juiz de Fora, diferente de São Paulo, a 430 quilômetros, e Santa Maria, a 1.600 — e Brasília. Defensivamente, seu terreno montanhoso seria vantagem numa resistência armada. No caso de um conflito prolongado, o abastecimento de alimentos era garantido pela pecuária no norte e agricultura no sul do estado.
Ainda assim, o governo federal não temia Guedes e Mourão. Mesmo sabendo que não eram confiáveis, juntos, “não somavam um regimento adestrado”. O território mineiro abrigava apenas um minúsculo efetivo das Forças Armadas, especialmente do Exército, apontado como 4 mil homens. As estatísticas do Exército previam para 1964 o serviço de 5.091 praças na 4ª DI e 1.741 na 4ª RM (que não comandava unidades de combate), de um total de 48.965 no I Exército, o restante dos quais estava no Rio de Janeiro. Os poucos soldados disponíveis consistiam basicamente de reservistas, com instrução incompleta, de apenas três a quatro meses ao ano. O material bélico era o último a ser distribuído. Minas Gerais estava distante dos perigos militares e, para o Exército, não era prioridade. A 4ª RM/DI era usada apenas como fonte de recursos, e seus comandos militares eram logísticos, não operacionais.
Mourão Filho, discorrendo sobre a fraqueza da guarnição, nota que:

O Regimento de Obuses 105 possuía dois grupos somente: o de Juiz de Fora e o de Pouso Alegre. Este eu inspecionara não muitos dias antes do início da revolução e estava em péssimas condições de pessoal e dotação de material e munição. O general comandante da AD  havia organizado uma formatura sui generis, colocando no lugar onde deveria estar uma fração de unidade (Bia, Peça etc.) cartazes com a denominação. O que havia de tropa real mesmo era quase nada, frente à quantidade de cartazes colados em estacas, fincadas no chão. Quando acabou aquela ridícula revista, disse, gracejando, ao general Ivan Pires Ferreira que ele, general de brigada, era o comandante de dois grupos de artilharia, um deles de cartolina.

| Forças do Exército em Minas Gerais |
| --- |
| 4ª Região Militar/Divisão de Infantaria, Juiz de Fora - Infantaria Divisionária, Belo Horizonte - 10º Regimento de Infantaria, Juiz de Fora (um batalhão) - 11º Regimento de Infantaria, São João Del-Rei (um batalhão) - 12º Regimento de Infantaria, Belo Horizonte (dois batalhões) - Artilharia Divisionária, Pouso Alegre - 4º Regimento de Obuses de 105 mm, Pouso Alegre - 1º Grupo, Juiz de Fora - 2º Grupo, Pouso Alegre - 4º Esquadrão de Reconhecimento Mecanizado, Juiz de Fora - 200 praças na Escola de Sargentos das Armas, Três Corações - Bateria de canhões de 75 mm no CPOR de Belo Horizonte |

Transferir com antecedência efetivos de outros estados para Minas Gerais não era possível: o governo perceberia. A incorporação da Polícia Militar era considerada a solução para a debilidade militar. Mourão, com base na fraqueza, argumentou contra uma estratégia defensiva, julgando como única possibilidade, com esses poucos recursos, um ataque surpresa. Por fim, segundo Henrique, filho de Guedes, ele perguntou ao pai como os 5 mil de Minas Gerais derrotariam os mais de 30 mil bem-armados do Rio de Janeiro. Ouviu que seria através das adesões; em 1930, Getúlio Vargas começou sem nenhuma força na capital.
Outra fraqueza era a continentalidade do estado, impedindo, no caso de uma guerra defensiva, o abastecimento pelo mar, o que foi solucionado através do Espírito Santo.

### Papel da Polícia Militar

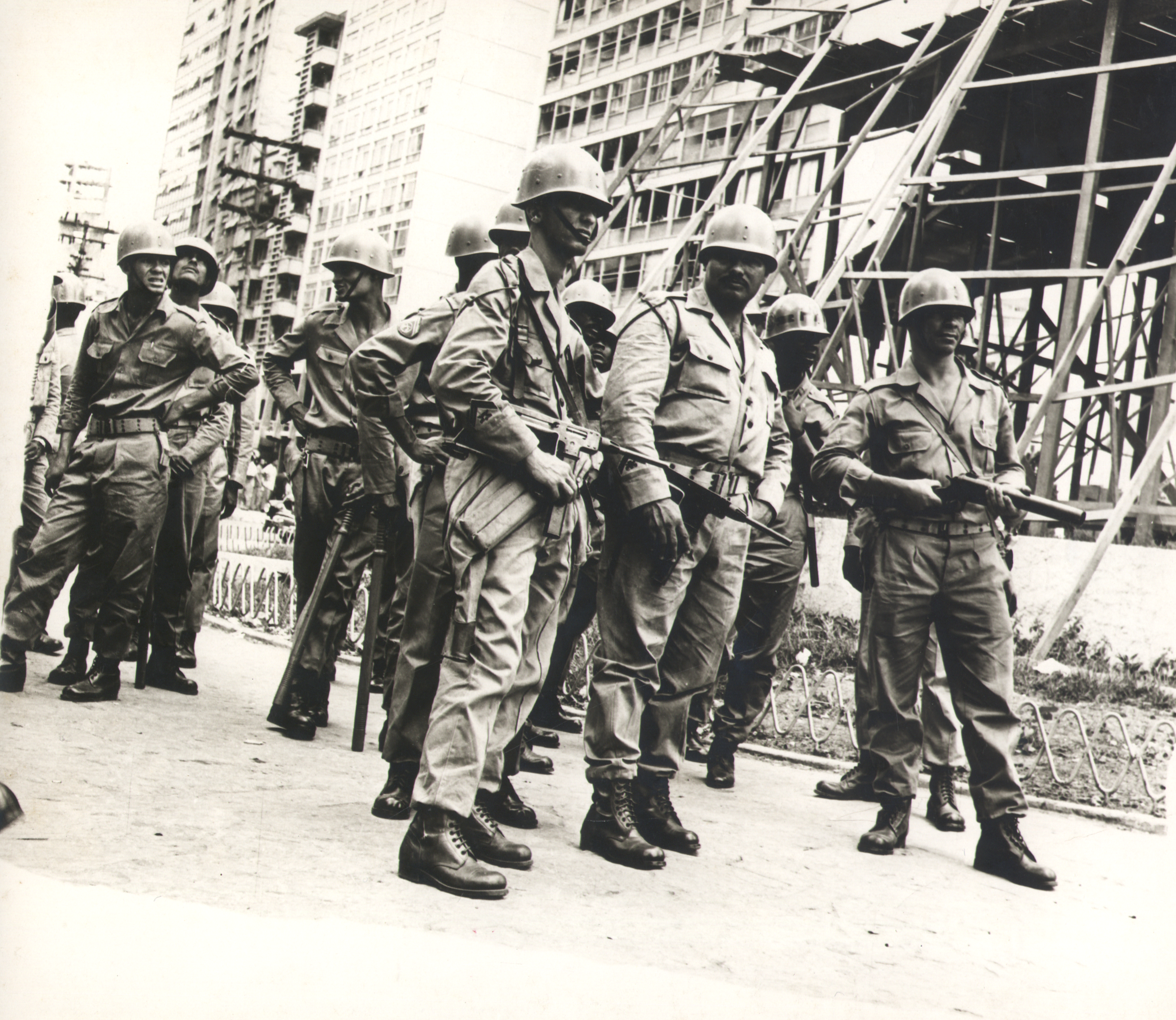
Policiais militares mineiros

A liderança da Polícia Militar aderiu à conspiração sem dificuldade. Ela estava subordinada ao governador e obedecia suas ordens. Ao mesmo tempo, era força auxiliar e de reserva ao Exército. Ela não participava simplesmente por causa da cadeia de comando: o comandante-geral José Geraldo e seu chefe de Estado-Maior, o coronel Afonso Barsante dos Santos, eram considerados ultraconservadores e anticomunistas e tinham ligações pessoais com Guedes e Mourão. O oficialato policial mineiro, assim como seus pares das Forças Armadas, temia a quebra da disciplina e hierarquia militar pelas baixas patentes, exemplificada pela Revolta dos Marinheiros. José Geraldo e seu antecessor, o coronel José Meira Júnior, integravam o IPES-MG, que estabeleceu ligações entre as duas corporações — Exército e Polícia Militar. Esse trabalho de aproximação foi levado adiante por Guedes e José Geraldo.
A ideia era engrossar as fileiras do exército rebelado com os policiais, empregando-os como força combatente, capaz de travar campanhas em guerra. Historicamente a função da Força Pública, nome antigo da Polícia Militar, era justamente essa, como um “exército estadual” em meio ao sistema decentralizado da Primeira República. A Força Pública mineira tinha um histórico de participação em conflitos nos anos 20 e 30. A partir da Era Vargas, com a centralização política, a força militar dos estados foi enfraquecida, e a Força Pública voltou-se ao policiamento em detrimento da guerra. A PM mineira no início dos anos 60 reverteu esse processo.
O efetivo cresceu de 11.376 em 1960 a 17.880 em 1964, com fins bélicos, como admitiu o governador. Haviam incrementado seu armamento das reservas do Exército (que, porém, também eram limitadas) e em oficinas. Empunhavam morteiros e “fuzis de repetição modelo Mauser, calibre sete milímetros, metralhadoras de mão modelo INA, calibre quarenta e cinco, o fuzil-metralhador modelo ZB (conhecido na PMMG como FMZB) e metralhadoras Madsen, ambos em calibre sete milímetros”. Com a ajuda do Exército, na instrução a ordem pública perdeu desde 1962 prioridade para a guerra civil e o combate ao inimigo interno. O treinamento bélico especializava na defesa nas montanhas mineiras; diante da superioridade do inimigo, a guerrilha era opção. No caso de uma guerra civil, os policiais militares teriam uma vantagem psicológica sobre os soldados do Exército. Ela exigiria a violência contra concidadãos, que já fazia parte do trabalho policial, mas não dos militares do Exército, voltados a perigos externos.
Mesmo com todos esses esforços, o coronel Barsante ainda avaliou que, quando o movimento foi deflagrado, a PMMG não estava adequadamente equipada para um conflito com o I Exército. A munição era pouca, e as armas, obsoletas e insuficientes para toda a corporação e os vinte mil voluntários que se pretendia alistar. O general Muricy, ao assumir o comando de policiais militares como parte do Destacamento Tiradentes, julgou-os incapazes de durar numa luta prolongada. Como parte do Destacamento e também na direção de Brasília, em Paracatu, a PMMG participou das campanhas e quase entrou em batalha. Sua real capacidade de combate não chegou a ser testada.

### Papéis do Espírito Santo e dos EUA

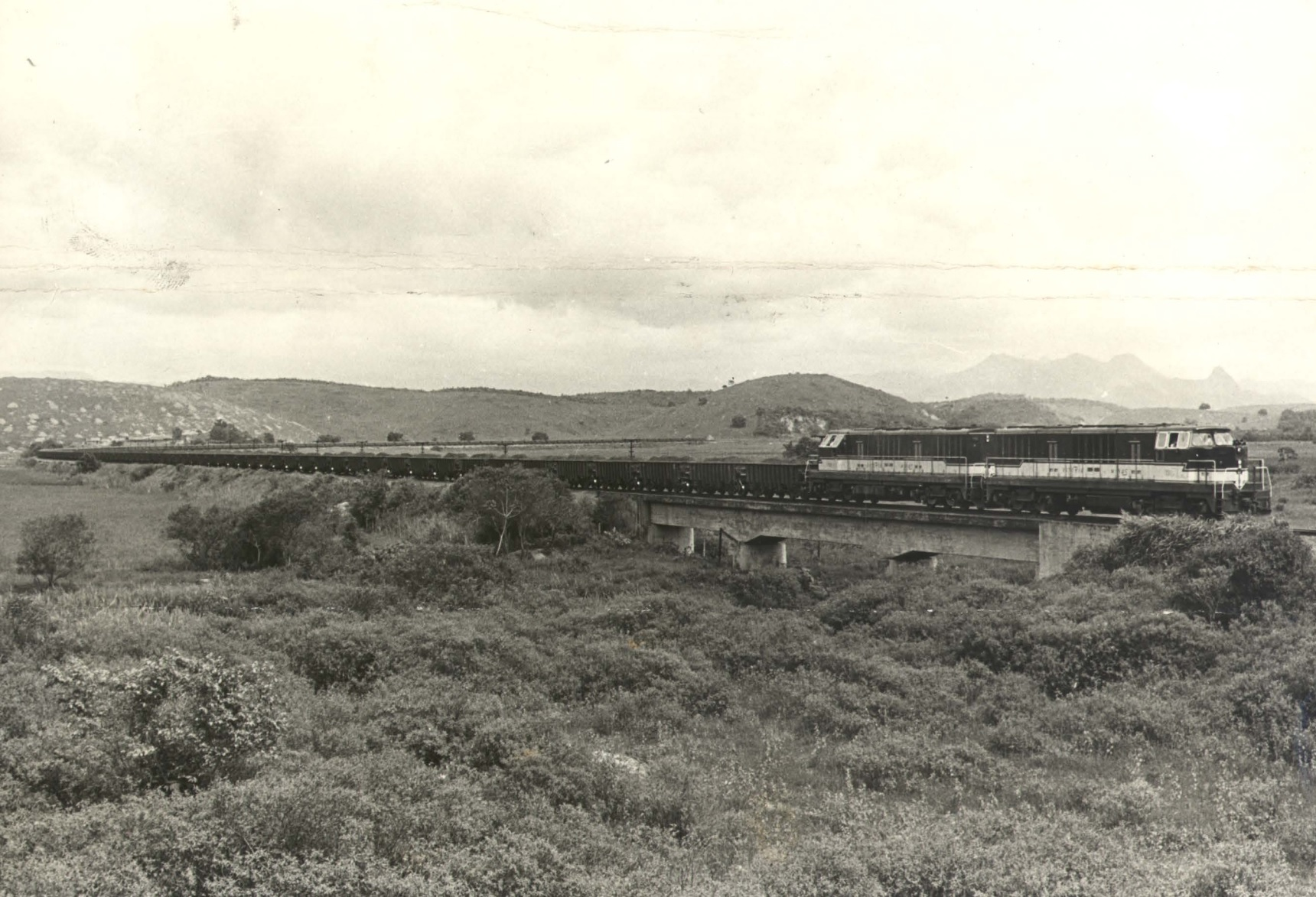
Estrada de Ferro Vitória a Minas (1968)

Era necessário ainda assegurar o abastecimento do estado num conflito prolongado, e para tanto o Porto de Vitória e a Estrada de Ferro Vitória a Minas eram a alternativa logística através da qual poderia vir armamento do exterior. Assim, desde 1962 os governos estaduais, suas respectivas Polícias Militares e representantes das Forças Armadas negociaram uma aliança, confirmada nos últimos dias de março de 1964 pelo governador Francisco Lacerda de Aguiar. Aguiar era do Partido Trabalhista Brasileiro (PTB), o mesmo do presidente. Tinha um estado pouco polarizado e boas relações tanto com o governo federal quanto com a oposição. Acreditando que seu estado seria a primeira “república sindicalista”, prevaleceu seu perfil conservador. O principal motivo de sua adesão pode ter sido o temor de perder o cargo com um golpe vitorioso. A aliança com Magalhães Pinto era um trunfo para seu estado militarmente fraco, pois Minas Gerais forneceria tropas e munição: a PMMG ficaria na fronteira e, assim que necessário, defenderia a rota até Vitória. O armamento externo poderia vir dos Estados Unidos, após o reconhecimento no exterior de um “estado de beligerância” e da legitimação da ação pelo governo americano.
Outras negociações foram feitas com Goiás e Mato Grosso, garantindo a retaguarda.
A situação no Espírito Santo era favorável, embora a capacidade de combate da polícia capixaba na época seja desconhecida. Numa guerra Minas Gerais poderia mobilizar 4 mil homens no Exército, 18 mil na PMMG e 50 mil voluntários, cerca de 75 mil ao todo. O governo federal teria uma força de 200 mil. Mesmo com o fortalecimento da Polícia Militar, a inferioridade militar não foi superada, e o governo seria capaz de esmagar uma rebelião enquanto consistisse apenas de Minas Gerais. Se viesse, o apoio americano demoraria dias para chegar, dando margem ao inimigo.

## Planejamento

### No contexto nacional

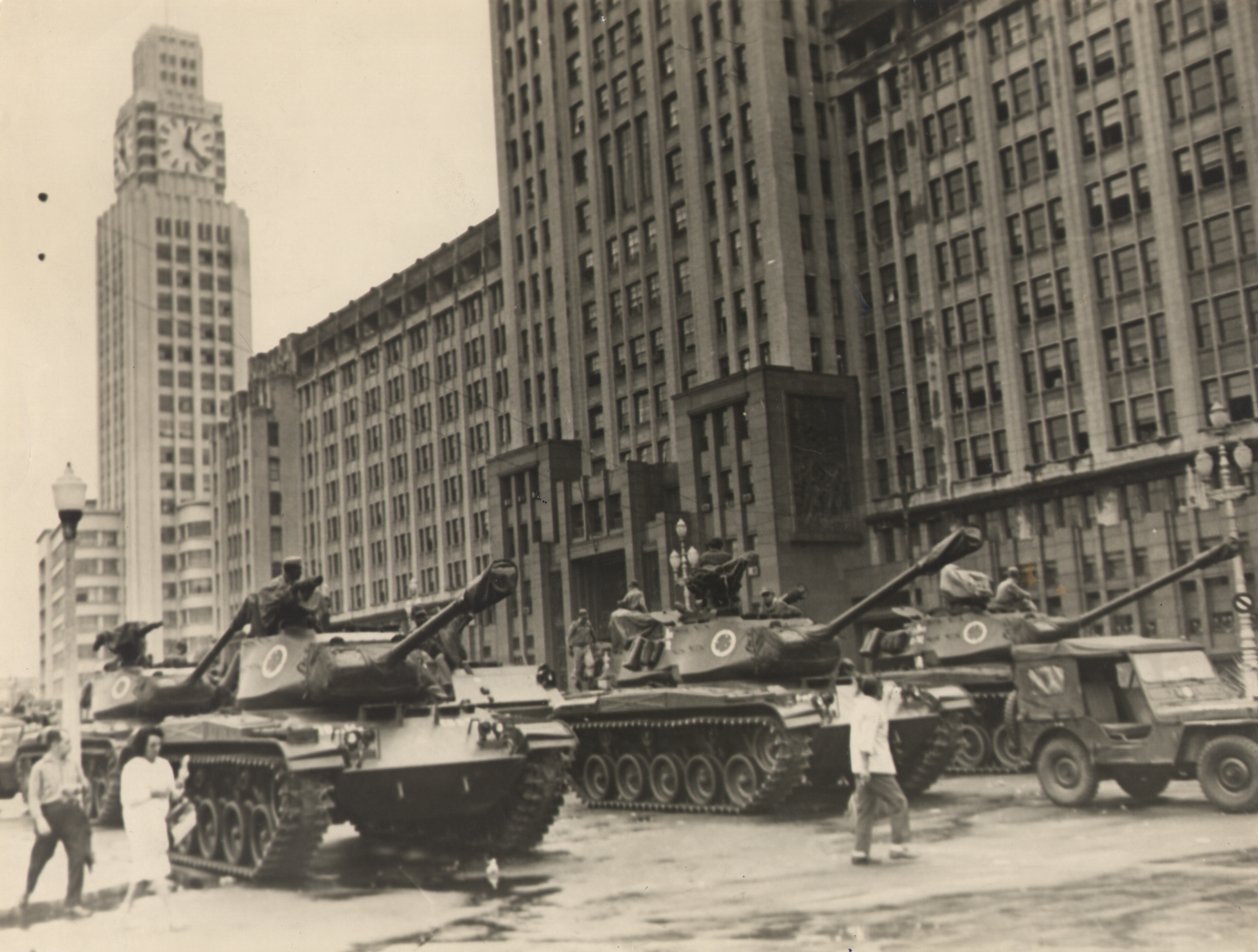
Tanques M41 Walker Bulldog, representativos da força do I Exército, à frente de sua sede no Palácio Duque de Caxias, Rio de Janeiro

Os alvos da operação seriam Brasília e a Guanabara. Brasília sediava o Congresso Nacional, mas era militarmente irrelevante. Já a Guanabara sediava o Ministério da Guerra, sob o general Jair Dantas Ribeiro, o I Exército, sob o general Armando de Moraes Âncora, e a mais forte guarnição do país, especialmente a 1ª Divisão de Infantaria, aquartelada na Vila Militar. Todos os altos postos de comando estavam nas mãos de oficiais considerados leais ao governo. Ali também estavam alguns dos mais importantes conspiradores, mas sem tropas.
Por isso era necessário dar início em Minas Gerais ou São Paulo. Seriam enviadas forças legalistas em reação, mas os oficiais de patentes menores estariam assim distantes de seus superiores na Guanabara e poderiam não montar resistência. O território fluminense seria invadido a partir de Minas Gerais, pela 4ª RM/DI, e de São Paulo, pelo II Exército. Paralelamente ao avanço contra o Rio de Janeiro, haveria operações contra Brasília a partir de Mato Grosso e Minas Gerais.
Os conspiradores em São Paulo e Rio de Janeiro não pretendiam dar a liderança a Minas Gerais, cientes de sua fraqueza militar. O início antecipado em Minas Gerais foi uma decisão tomada à revelia dos paulistas e cariocas.

### A antítese defensiva
Mourão Filho queria entrar na Guanabara de surpresa e rapidamente depor o governo, mas Guedes e Magalhães Pinto tinham seu próprio plano, de teor diferente. As forças mineiras chegariam à divisa com o Rio de Janeiro e aguardariam a reação do I Exército. Se positiva prosseguiriam, e se não, montariam uma defesa na BR-3. Outro núcleo de forças ficaria em Três Corações, vigiando a unidade do II Exército em Lorena, São Paulo. Se o II Exército ficasse contra, defenderia o acesso a Belo Horizonte nos cortes dos rios Verde ou Grande. Se não, rumaria a Brasília. Outra posição defensiva, visando Brasília, estaria em Três Marias. Essa ideia, segundo Mourão, seria “cercar Minas e negociar”.
No caso da reação do governo e guerra defensiva em Minas Gerais, o Espírito Santo seria usado para receber apoio logístico dos Estados Unidos. Guedes negociou-o com o adido militar Vernon Walters e o agente da CIA Lawrence Laser, e Magalhães Pinto pretendia enviar Afonso Arinos ao exterior para conseguir o reconhecimento do estado de beligerância. Mourão ouviu sobre o Espírito Santo de Magalhães, e escreveu em seu diário que “Isto me cheira mal”. Estava ciente do papel americano, inclusive da possível aproximação da Marinha dos Estados Unidos, como admitiu ao jornalista Hélio Silva.
O Estado-Maior de Mourão não aceitava seu “plano Popeye”. Conforme o major José Antônio Barbosa de Moraes,

Havia uma diferença de opinião entre nós, do Estado-Maior, e o General Mourão; achávamos que a situação com a qual nos depararíamos seria muito difícil; o máximo que conseguiríamos fazer seria ocupar posições nas alturas de Minas Gerais e enfrentar quem viesse contra nós e, ao mesmo tempo, tentar chegar ao Porto de Vitória, para ficar em condições de receber qualquer tipo de apoio, inclusive estrangeiro. Mas o General Mourão retrucava: “absolutamente”, pois considerava o esquema de sustentação do Governo parecido com um castelo de cartas e que, ao primeiro empurrão, desmoronaria.

### O plano original
Para Guedes, a tropa composta de “soldadinhos de 19 anos” e “material paupérrimo” não serviria a uma operação de comando. Mas para Mourão Filho, justamente por causa disso, um audacioso ataque de surpresa era a única opção. A força que parasse no meio do caminho seria destruída. Minas, “com mais buracos do que uma peneira no seu vasto contorno”, era impossível de defender. Os soldados jovens só tinham capacidade psicológica para um avanço impetuoso, não uma prolongada defesa estática. O precedente histórico era a Revolução Constitucionalista de 1932, quando os paulistas se detiveram em Barra Mansa mesmo tendo uma reação lenta e a oportunidade de atingir no mínimo Barra do Piraí, isolando Minas Gerais do Rio de Janeiro. “O tempo trabalha sempre contra as tropas revoltadas”. Os planos desenvolvidos anteriormente em São Paulo e no Rio Grande do Sul já previam: não haveria parada. Para ele a ideia defensiva resultaria na derrota total. A única chance seria com adesões no I e II Exércitos, mas daí seria desnecessário negociar. Guedes estaria raciocinando apenas como na Escola de Estado-Maior, onde aprendeu operações em boas condições materiais.
No plano de Mourão, partiriam à noite as forças de Juiz de Fora — um batalhão de infantaria e outro de polícia, um grupo de artilharia e o Esquadrão de Reconhecimento Mecanizado. Passariam Três Rios, desprotegida, às 22-23:00 e atingiriam a Guanabara às 05-6:00 da manhã. O restante do Exército e PM viriam atrás, tomando posição na orla da serra enquanto uma companhia guardaria o cruzamento das estradas para Petrópolis. Na Guanabara a vanguarda, após tomar o 1º Batalhão de Carros de Combate (BCC) na Avenida Brasil, invadiria o QG do Exército, enquanto um pelotão prenderia o Presidente no Palácio Laranjeiras, levando-o ao QG. Por fim, o grosso do destacamento iria na direção da Vila Militar para controlar as vias ao redor do QG ou para invadi-la de surpresa.
A tomada do poder poderia ser violenta: “Se nós perdermos a guerra, muitos de nós morrerão; eu próprio estou absolutamente decidido a me deixar matar.” Seria uma ação “heroica”, na qual seria a liderança inconteste; o próprio nome remetia a seu cachimbo. A operação deveria durar menos de 24 horas. “O resto cairia de podre”. Concluiria com a emissão de um manifesto assinado pelos governadores. Mourão buscaria Cordeiro de Farias em sua casa e lhe entregaria o Comando Geral, enquanto ficaria com o Comando das Forças em Operações. Ranieri Mazzili assumiria a Presidência da República, enquanto uma junta militar reformularia o sistema político do país.
Mourão estava confiante, pois “excluídos os Comandos da cúpula, aquela tropa estava ao lado da Revolução, e além disso, é da tradição da Vila Militar não lutar ali”. Depois do golpe descobriria ainda que o coronel Calderari, comandante do BCC da Avenida Brasil e sua maior preocupação, era favorável ao movimento e não faria resistência. Já o general Muricy depois questionaria o sucesso de tal operação, se efetuada:

Imaginar que se possa sair de Juiz de Fora com uma tropa, às oito ou dez horas da noite sem ninguém saber... entrar no Rio de Janeiro sem ninguém saber... ocupar o quartel-general sem ninguém saber... e depois que estivesse lá dentro dizer: “Eu estou revoltado! Sou dono do Brasil! “... E todo mundo dizer: “É dono do Brasil”... Com toda a tropa da Vila Militar pronta para descer... aquele exercício estaria liquidado, esmagado, não sobraria um!

### Escolha de Muricy para o comando

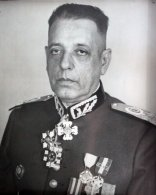
General Antônio Carlos Muricy

O destacamento e o grosso estariam sob generais de brigada, com o comandante da 4ª RM/DI acompanhando o destacamento. Mourão tinha à disposição, diretamente subordinado, dois generais de duas estrelas: Ivan Pires Ferreira, na Artilharia Divisionária (AD/4), e Guedes, na ID/4. O comando pertencia a Guedes por direito, e entregá-lo a outro duas estrelas “importado” do Rio de Janeiro era até uma inversão de hierarquia. Tal era a opinião do capitão Carlos Alberto Guedes, do major Brasiliano e de outros oficiais em Minas. Em vez disso, Mourão arranjou no Rio o general Antônio Carlos Muricy, que em dezembro de 1963 concordou em comandar uma “missão suicida” de Minas. A intenção era justamente livrar-se do “fantasma de Guedes” e de sua estratégia de aguardar na defesa e negociar. No general Ferreira também abertamente não confiava.
Tamanha era a repulsa que estava disposto a promover o tenente-coronel Everaldo José da Silva, chefe da 3ª seção do Estado-Maior, a general e entregá-lo o comando, mas não convinha abertamente hostilizar Guedes a tal ponto. Como outras alternativas, também pensou nos generais Fasheber e Bragança. O problema de Fasheber seria ele pertencer à reserva, o que criava relutância na tropa.  Para garantir que sua ideia seria aplicada, Mourão pensou em fingir aceitar o plano de Guedes, acompanhar o destacamento e forçar o deslocamento para além da divisa estadual.

## Início no dia 31

### Deflagração
Mourão, Magalhães, Guedes e o marechal Odílio Denys reuniram-se no aeroporto de Juiz de Fora em 28 de março de 1964 para os últimos preparativos para o início do golpe. Mourão não conseguiu convencer os demais a implantar a Operação Popeye. Nessa reta final, Mourão e Magalhães passaram a disputar a liderança do golpe. Somente na madrugada do dia 31 ela foi acionada, em conjunto com as operações “Silêncio”, o controle das telecomunicações, e “Gaiola”, uma série de prisões. Porém, para Mourão, “A “Operação Popeye” não era mais possível, estava superada, porque o início do movimento fora pela madrugada e não durante a noite.” Na tarde, ela “não se consumou e há uma terrível má vontade contra ela”. Em sua opinião, Magalhães havia se esforçado para evitar sua execução.
Ainda assim, as tropas se moveram, tanto para a Guanabara quanto para Brasília. De manhã, o general Castelo Branco telefonou para impedir o deslocamento, mas não era possível voltar atrás. Perguntado pelo I Exército o que acontecia, Mourão mentiu que não era nada.
Mourão enfrentou a desistência do comando do 10º RI, em Juiz de Fora, e da Escola de Sargentos das Armas, em Três Corações. Depois das 08:00 ou 09:00 da manhã o comandante do 10º RI, coronel Clóvis Galvão da Silveira, não quis participar do movimento ao descobrir que, ao contrário do que havia sido informado, ele não tinha o apoio do Ministro da Guerra. A solução foi simplesmente colocá-lo de férias e entregar o comando ao tenente-coronel Everaldo José da Silva, do Estado-Maior da 4ª RM/DI. Os outros oficiais recalcitrantes foram o subcomandante, que foi ordenado a que “fosse para onde quisesse e não perturbasse nada”, e dois coronéis, que ficaram em casa, “não intervindo nem atrapalhando”. No caso da Escola em Três Corações, seu comandante, o coronel Peçanha, preferiu ficar neutro. Afora esses casos, a adesão do oficialato da 4ª RM/DI foi quase total. Há menções à indisposição de sargentos no 11º RI.

### A vanguarda enviada ao Paraibuna
O tenente-coronel Everaldo ordenou ao comandante do batalhão de infantaria do 10º Regimento de Infantaria (10º RI), major Hindemburgo Coelho de Araújo, que deslocasse uma vanguarda. Ela deveria apossar-se da ponte sobre o rio Paraibuna, na fronteira Rio de Janeiro/Minas Gerais, e impedir a entrada de forças vindo do Rio de Janeiro. A vanguarda era composta da 2ª Companhia de Fuzileiros, do Capitão Ítalo Mandarino, acrescida de elementos de metralhadoras e morteiros da Companhia de Petrechos Pesados e uma fração do Esquadrão de Reconhecimento Mecanizado, cujos carros partiram em caminhões-prancha requisitados na cidade. A vanguarda partiu por volta das 10:00 e, aproximando-se do objetivo, entrou em marcha de combate, mas encontrou às 12-14:00 a ponte desprotegida, muito embora se esperasse uma força legalista ali no máximo às 12:00.
Mandarino instalou seu QG na estação Paraibuna e fechou a rodovia e o túnel da ferrovia, avisando à Estrada de Ferro que o trânsito de composições para Minas Gerais estava interrompido. Os carros desembarcaram e tomaram posições aproveitando a cobertura vegetal. Os soldados cavaram seus abrigos individuais, com dificuldade e sem proteção plena devido ao terreno rochoso, e metralhadoras e morteiros ficaram em posição. Dois pelotões e os carros ficaram do lado fluminense do rio, um pouco à frente da ponte nas redondezas do povoado de Monte Serrat, e outro pelotão do lado mineiro.

### O destacamento Tiradentes

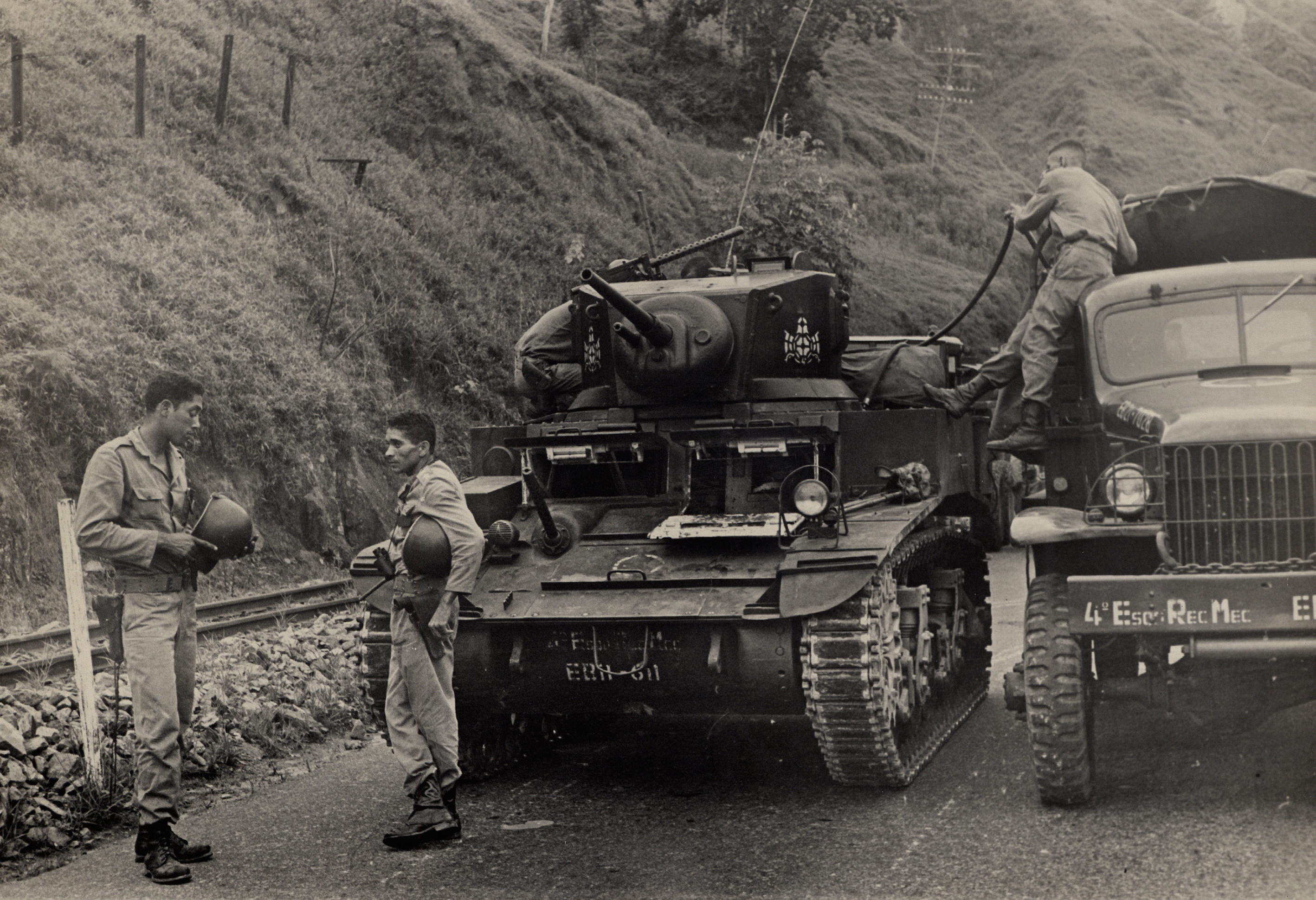
M3 Stuart do Destacamento Tiradentes

Foram designados para a ofensiva na direção da Guanabara o 10º RI, de Juiz de Fora, o 11º, de São João del-Rei e o 2º Batalhão do 12º Regimento de Infantaria (2º/12º RI), de Belo Horizonte, além do 2º e 9º batalhões de infantaria da PMMG. Havia também o 4º Esquadrão de Reconhecimento Mecanizado (4º Esqd Rec Mec), com blindados leves, o 1º Grupo do 4º Regimento de Obuses de 105 mm (1º/4º RO 105), e contingentes logísticos.
O 10º e 11º RIs só tinham um batalhão cada. O Exército em Minas Gerais só tinha quatro batalhões de infantaria, três dos quais foram empenhados nessa campanha, deixando o 1º/12º RI para trás em Belo Horizonte, de onde seria usado na direção de Brasília. O 10º RI moveu-se em caminhões Studio B-42 e ônibus cedidos pelo empresário de transporte José Mansur, que também garantiu a alimentação. O 11º RI chegou a Juiz de Fora às 16:00–18:00. Para o transporte usava ônibus civis, mais quatro viaturas de meia tonelada da Companhia de Manutenção para os canhões anticarro e caminhões civis para o suprimento; a baixa motorização da 4ª RM/DI teve que ser solucionada “na hora”. O 2º Batalhão do 12º RI só deixou Belo Horizonte após o meio-dia. Tardou e só chegou às 22:00, sem armas automáticas e coletivas, gêneros de subsistência e dinheiro, com tanques vazios, despreparado para a guerra a que marchava. Só pôde ser incorporado ao Destacamento de madrugada, após a retirada de metralhadoras, morteiros e munição do Depósito Regional de Armamentos, onde ainda estavam com graxa, e o fornecimento de 5 dias de gêneros. Mourão Filho pensava em incompetência de Guedes e Dióscoro do Vale, comandante do 12º RI, ou mesmo sabotagem de ambos.
Juntos formavam o “destacamento Tiradentes”, sob o comando do general Muricy, que veio do Rio de Janeiro de manhã. Era um grupamento voltado a um fim específico, provisório, que seria dissolvido ao final da missão. O nome era homenagem à sua origem mineira.
Ao meio-dia o 1º/4º RO 105 bloqueou a rodovia na região de Benfica, entrando em ordem de marcha. Às 12:30 o 10º RI iniciou seu deslocamento pela Estrada União e Indústria rumo ao Paraibuna. Na mesma hora o 2º batalhão da PMMG enviou uma companhia sob o capitão Namir Gonçalves de Lima na direção de Porto Novo da Cunha, perto de Além Paraíba. Muricy nota a presença de dois batalhões policiais na estrada de Além Paraíba.

### A força legalista

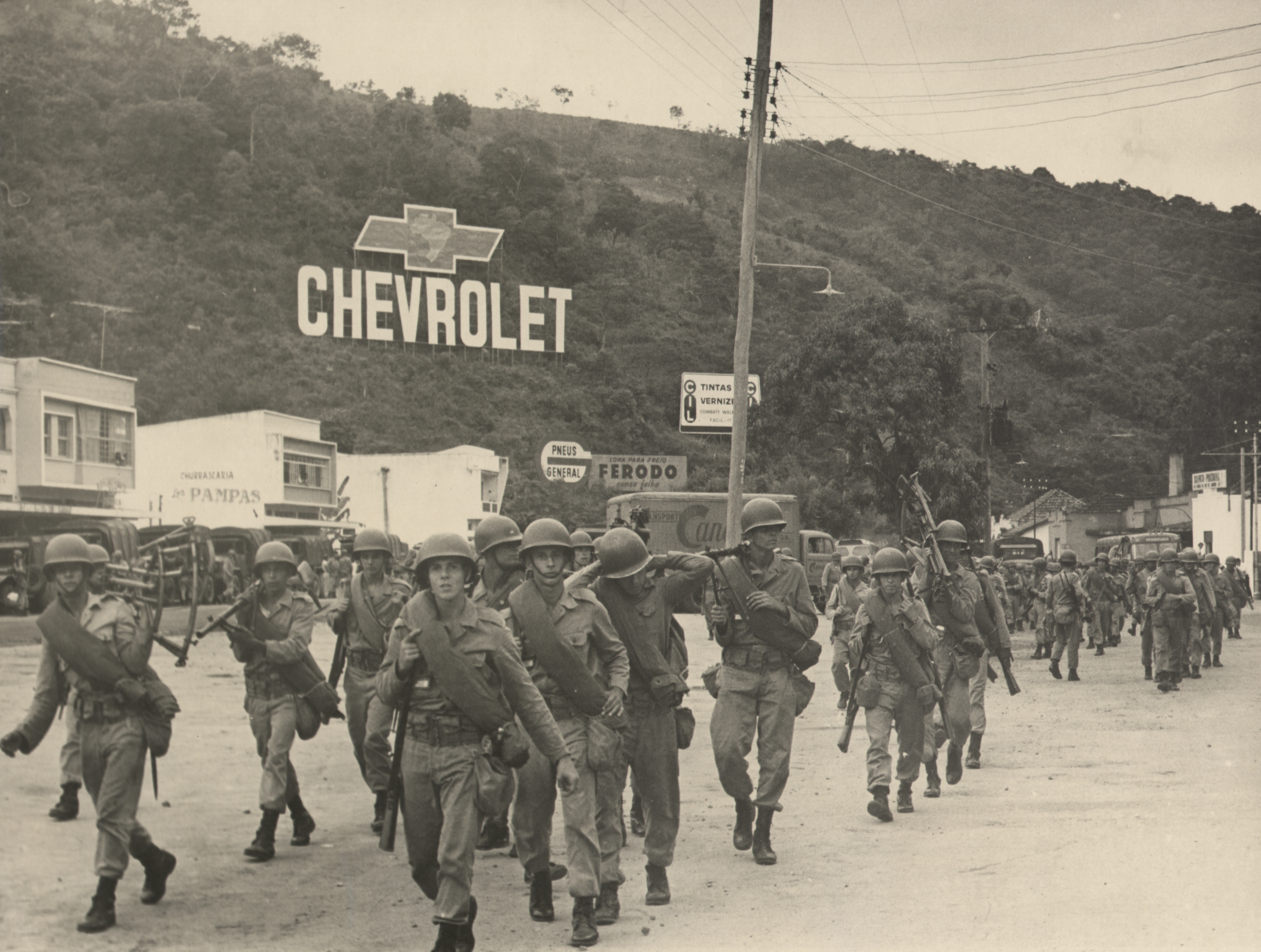
O 2º Regimento de Infantaria

O governo federal anunciou o envio de forças do I Exército para sufocar a rebelião em Minas Gerais. À noite a população de Petrópolis via desfilar pelas ruas o 1º Batalhão de Caçadores do tenente-coronel Kerensky Túlio Mota, um legalista descrito por Muricy como “de total confiança do governo”. A meio-caminho entre a Guanabara e a fronteira com Minas Gerais, era a força mais próxima e a primeira que poderia enfrentar as tropas de Mourão Filho. Seguiram rumo a Entre Rios (Três Rios) em ônibus requisitados na viação Única. Este deslocamento tornou-se conhecido aos golpistas após o meio-dia.

Na Guanabara e do outro lado da baía estavam os três Regimentos de Infantaria (1º, o “Sampaio”, 2º, o “Avaí”, e 3º, o “Ararigboia") e o 1º Regimento de Obuses ("Floriano"), com dois Grupos, da 1ª Divisão de Infantaria. O General Cunha Melo, da Infantaria Divisionária da 1ª DI, fiel ao governo e teoricamente o substituto de Mourão Filho na 4ª RM/DI após sua exoneração declarada pelo governo, foi convocado à tarde por Âncora, do I Exército, sendo informado da rebelião e encarregado de liderar as forças que enfrentariam o Destacamento Tiradentes. Tinha à disposição a infantaria e artilharia de sua divisão, um pelotão da 1ª companhia do Batalhão-Escola de Engenharia e carros de combate. Os engenheiros foram substituídos pelos do 1º Batalhão de Engenharia, orgânico da 1ª DI, e os carros de combate retirados para poderem reagir a um possível deslocamento do II Exército.
Na Avenida Brasil foram vistas 25 viaturas rebocando obuseiros e 22 com infantaria. Era a vanguarda das forças de Cunha Melo, o 1º RI, do Coronel Raimundo Ferreira de Souza, acompanhado do 2º Grupo do Regimento Floriano, com as Baterias de Comando, Serviços e 4ª e 6ª de Obuses. Partiram rumo ao norte às 12:00 ou 18:00. Segundo o capitão Audir Santos Maciel, comandante da 6ª Bateria, o 2º Grupo passara o dia ilhado no quartel, sem notícias da situação, e seguiu com a informação de que enfrentaria um levante da Polícia Militar mineira — “nos enganaram para que saíssemos”.

## O cenário do conflito

### Ordem de batalha
| Golpistas | Legalistas |
| --- | --- |
| 4ª Divisão de Infantaria General-de-divisão Olímpio Mourão Filho - Destacamento Tiradentes General-de-brigada Antônio Carlos da Silva Muricy - 10º Regimento de Infantaria Tenente-coronel Everaldo José da Silva - 11º Regimento de Infantaria Coronel Osvaldo Ferraro de Carvalho - 2º Batalhão do 12º Regimento de Infantaria Major Carlos de Oliveira Pinto - 1º Grupo do 4º Regimento de Obuses de 105 mm Tenente-coronel Elias Jaber - 4º Esquadrão de Reconhecimento Mecanizado Tenente Elbem Souza Braga - 4ª Companhia Leve de Manutenção Tenente José Gobbo Ferreira - 4ª Companhia de Intendência - 2º Batalhão da PMMG (de Juiz de Fora) Coronel Antônio de Pádua Galvão - 5º Batalhão da PMMG (da Capital) - 9º Batalhão da PMMG (de Barbacena) | I Exército General-de-exército Armando de Moraes Âncora - 1º Batalhão de Caçadores Tenente-coronel Kerensky Túlio Motta - Forças da 1ª DI sob o general-de-brigada Luís Tavares da Cunha Melo, de sua Infantaria Divisionária - Vanguarda - 1º Regimento de Infantaria Coronel Raimundo Ferreira de Souza - 2º Grupo do 1º Regimento de Obuses de 105 mm Tenente-Coronel Raimundo Nonato - 4ª Bateria de Obuses Capitão Gualberto Pinheiro - 6ª Bateria de Obuses Capitão Audir Santos Maciel - Retaguarda - 2º Regimento de Infantaria Coronel Antônio Tavares de Sousa - 3º Regimento de Infantaria - 1º Grupo do 1º Regimento de Obuses de 105 mm Coronel Mello - Companhia do 1º Batalhão de Engenharia Capitão Almir Taranto de Mendonça |

### Objetivos

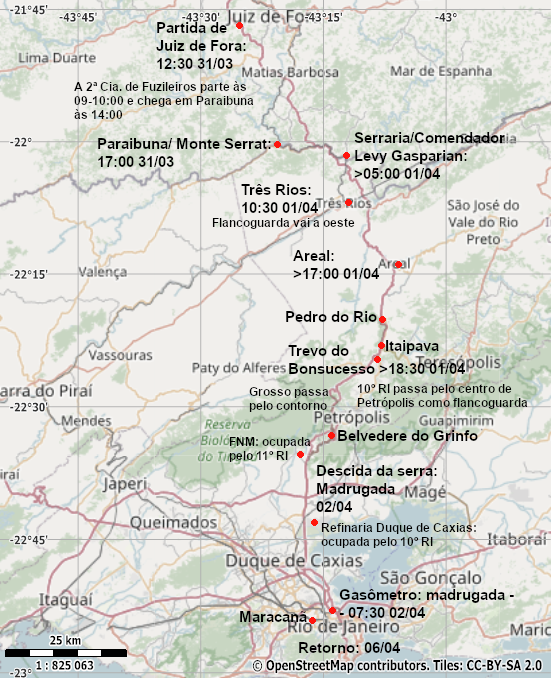
Trajetória do Destacamento Tiradentes

Segundo Mourão, na reunião do dia 28 o plano de operações disponível era de “atingir a linha do limite do Estado a cavaleiro do Paraibuna, em condições de prosseguir”. Guedes disse a Castelo Branco que parariam na fronteira e aguardariam o posicionamento da tropa do I Exército. Segundo Muricy, a ordem redigida era “encastelar-se em torno de Minas”. “Vieram então à baila aquelas duas concepções extremas: a do Mourão, que ninguém aceitou - o próprio estado-maior vetou - e a do Guedes.”  Ele e os outros oficiais então pensaram num meio-termo: avançar o quanto possível dentro do estado do Rio de Janeiro, chegando numa primeira fase ao Paraibuna, e numa segunda, ao Belvedere do Grinfo, em Petrópolis, ou à Fábrica Nacional de Motores, em Duque de Caxias. Assim, evitariam ser barrados no terreno defensivo da fronteira, estariam em melhor posição para fazer ligações com São Paulo e Espírito Santo e aumentariam o isolamento do Nordeste em relação ao Sul. O alvo final do deslocamento seria o QG do Exército (Palácio Duque de Caxias) no Rio de Janeiro.
Já Cunha Melo, confiante da vitória legalista, chegou a dizer a seu Estado-Maior: “Preparem rapidamente suas unidades, porque amanhã iremos almoçar em Juiz de Fora”. A Âncora, mostrou-se disposto a invadir o território mineiro, mas recebeu a missão mais limitada de barrar a progressão das tropas que vinham de lá; Goulart não chegou a dar ordem de ataque.
O coronel Raimundo tinha ordens de entrincheirar o 1º RI em Três Rios. Ali passava o rio Paraíba do Sul, que era grande obstáculo. Quanto a Kerensky, a avaliação era que sua função seria retrair sem dar o primeiro tiro, atrasando o avanço do Destacamento Tiradentes e permitindo que o Regimento Sampaio firmasse posições defensivas no rio. Seu batalhão não era tanta preocupação para os golpistas, que viam como principal adversário a força vinda da Guanabara.

### Comparação de forças e papel da FAB

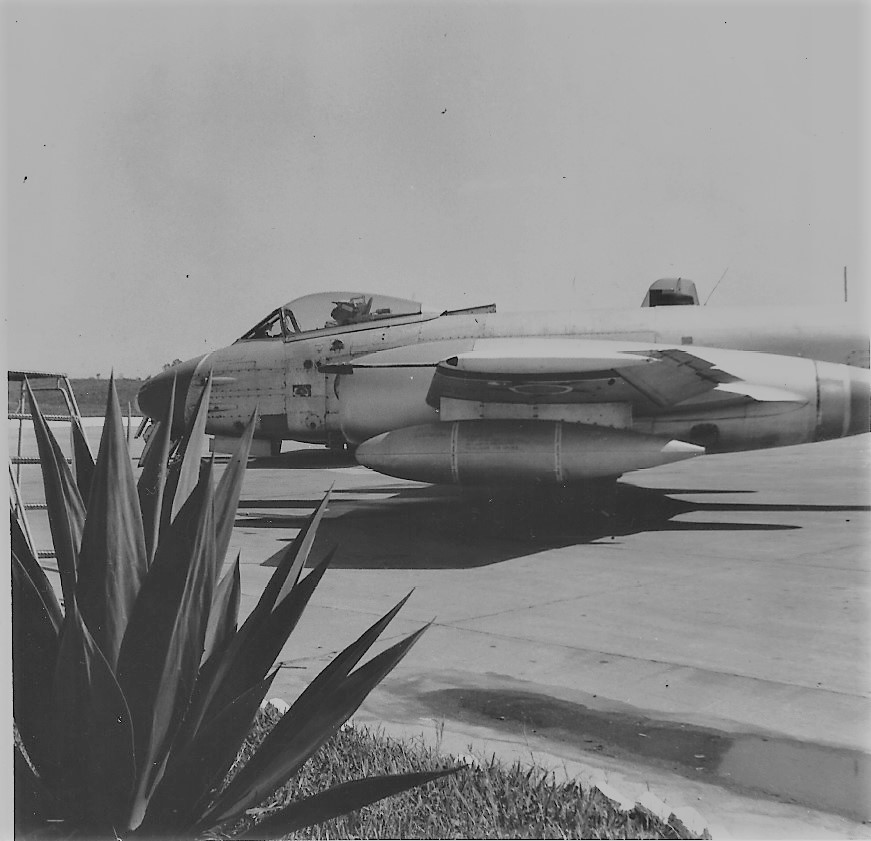
Gloster Meteor/F-8 da FAB

Mourão Filho estava “flutuando sem apoio algum e na expectativa de um ataque das tropas que subiam a serra”. Na época era concebido o seguinte cenário:

A “Operação Popeye” (...) teve tudo para converter-se num verdadeiro espetáculo de guerra civil, com o seu indesejado realismo de destruição e de sangue. (...) O contorno serrano, compondo uma abundância de trincheiras e refúgios naturais, oferecia condições especialissimas para uma campanha áspera, disputada palmo a palmo. E para completar o quadro realista, o decor da catástrofe, as tropas adversárias se defrontaram fisicamente, engatilharam as suas armas e estiveram prontas para disparar o primeiro tiro.

Para disputar essa campanha, Muricy dispunha de poucas horas de munição e uma força composta em mais de sua metade por recrutas mal instruídos. Seu único regimento com um ano de instrução completo, e portanto, o melhor, era o 11º. Já os batalhões da PMMG, apesar dos esforços de militarização, ainda eram força apropriada apenas para o ambiente urbano. Em campo serviriam apenas a ações curtas, não durando no combate.
Darcy Ribeiro posteriormente escreveria que a tropa de Mourão Filho “Voltaria correndo para casa se fosse lambida por algumas metralhadoras da aviação fiel ao governo”. Segundo o coronel-aviador Rui Moreira Lima, comandante da Base Aérea de Santa Cruz, um ataque aéreo a uma coluna como a que vinha de Minas Gerais seria fácil: atirando na testa e na cauda, mesmo sem causar baixas, ela se desagregaria com a passagem do avião. Entretanto, o Presidente não ordenou nenhuma operação ofensiva à Força Aérea Brasileira. Segundo Carlos Chagas, o ministro da Aeronáutica Anísio Botelho sugeriu bombardear as tropas de Mourão com napalm, e a resposta de Goulart teria sido “Vai queimar gente? De jeito nenhum”.
O coronel-aviador relata ter recebido ordem do Conselho de Segurança para sobrevoar a coluna, “basta uma passagem”, mas recusou por conta da cadeia de comando: precisaria de ouvi-la do comandante da Zona Aérea. Era legalista e deixou prontos quatro jatos F-8, mas não chegou a usá-los. Se tentassem decolar, seriam problemas o terreno montanhoso, o tempo, que não permitia partida imediata, e a escassez de pilotos legalistas.
Mas mesmo sem apoio aéreo, os legalistas tinham superioridade de poder de fogo, sendo capazes de empurrar Muricy de volta a Juiz de Fora. Segundo Carlos Chagas, tinham 5.000 homens, contra os 4.000 golpistas. O relatório oficial do Destacamento Tiradentes registrava apenas 2.714 homens nas suas fileiras. Assim, os oficiais legalistas estavam convictos que venceriam a batalha. O 1º RI, em especial, era reconhecido como uma das melhores unidades de infantaria do Exército, tanto em profissionalismo quanto em armamento.
Em plena desvantagem, Muricy, na fronteira, a princípio buscava posições defensivas de onde resistir. Sua esperança estava nas adesões do oponente — “eu vivi as revoluções de 1930 e 1932 e eu sabia como são os indecisos”. Sabia que a maioria dos militares simpatizavam com seu lado, mas estavam apegados à legalidade. Nas primeiras 48 horas do confronto, a situação estaria indefinida, permitindo convencê-los a tomarem posição; assim, nesse curto período era necessário “precipitar o jogo e chamar o máximo de partidários”. O próprio avanço para dentro do Estado do Rio de Janeiro era forma de conseguir as adesões; “nessa hora de indecisão, você pode fazer o diabo e, quanto mais diabo fizer, melhor”.

## Paraibuna: confronto com o 1º BC

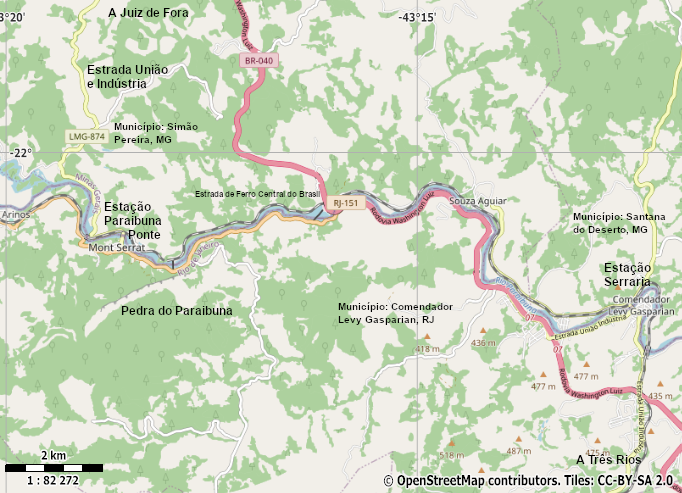
Mapa: Região do corte do Paraibuna

### Posição defensiva em Monte Serrat
Às 17–18:00 o grosso do Destacamento Tiradentes chegou à altura da estação ferroviária Paraibuna. Logo à frente, demarcando a fronteira com o Estado do Rio de Janeiro, está o Rio Paraibuna, não muito largo, mas encachoeirado e, à època, com muita água. Do outro lado da ponte está o povoado de Monte Serrat, já no Estado do Rio de Janeiro. Mais ao sul está a imponente Pedra de Paraibuna. Na estrada do lado fluminense, atrás de um ribeiro, estava um pelotão na ponta da 2ª Companhia de Fuzileiros. A região é propícia à defesa. A ponte é muito estreita, e como lembra Muricy, “Ali é uma passagem obrigatória. Se eu ficasse ali não iria mais para a frente." Explosivos estavam plantados para detoná-la e impedir o avanço inimigo, e para montar uma defesa bastaria permanecer do lado mineiro. Como o objetivo era avançar, o fato da força estar um pouco adiante no lado fluminense era importante, e a situação era de cabeça de ponte. A ideia era seguir em frente na manhã do dia 1, após a chegada do 11º RI e 2º/12º RI, prevista para a noite.
Segundo o capitão Mandarino, do Rio chegavam civis e militares da reserva querendo aderir, e todos os motoristas que atravessavam a estrada eram perguntados sobre as forças que vinham do outro lado. Alguns repórteres do Ultima Hora foram detidos em Monte Serrat e liberados sob salvo conduto, conseguindo chegar a Juiz de Fora. Com pouca informação, a população local teve grande surpresa e medo de guerra com a chegada de milhares de soldados num vilarejo de apenas cem habitantes. Foram proibidos de sair de casa e os estabelecimentos comerciais e o posto de gasolina foram tomados. Um simpatizante do PTB foi preso e retido por 14 dias em Juiz de Fora. Muricy ficou no QG em Juiz de Fora até as 19:00 e às 20:00 seguiu à estação Paraibuna, instalando antes das 21:00 seu comando na estação ferroviária. Ali, estava “completamente no escuro”, sem notícias do Rio, de São Paulo ou do país. A estação local emitia somente hinos patrióticos.

### Encontro com Kerensky

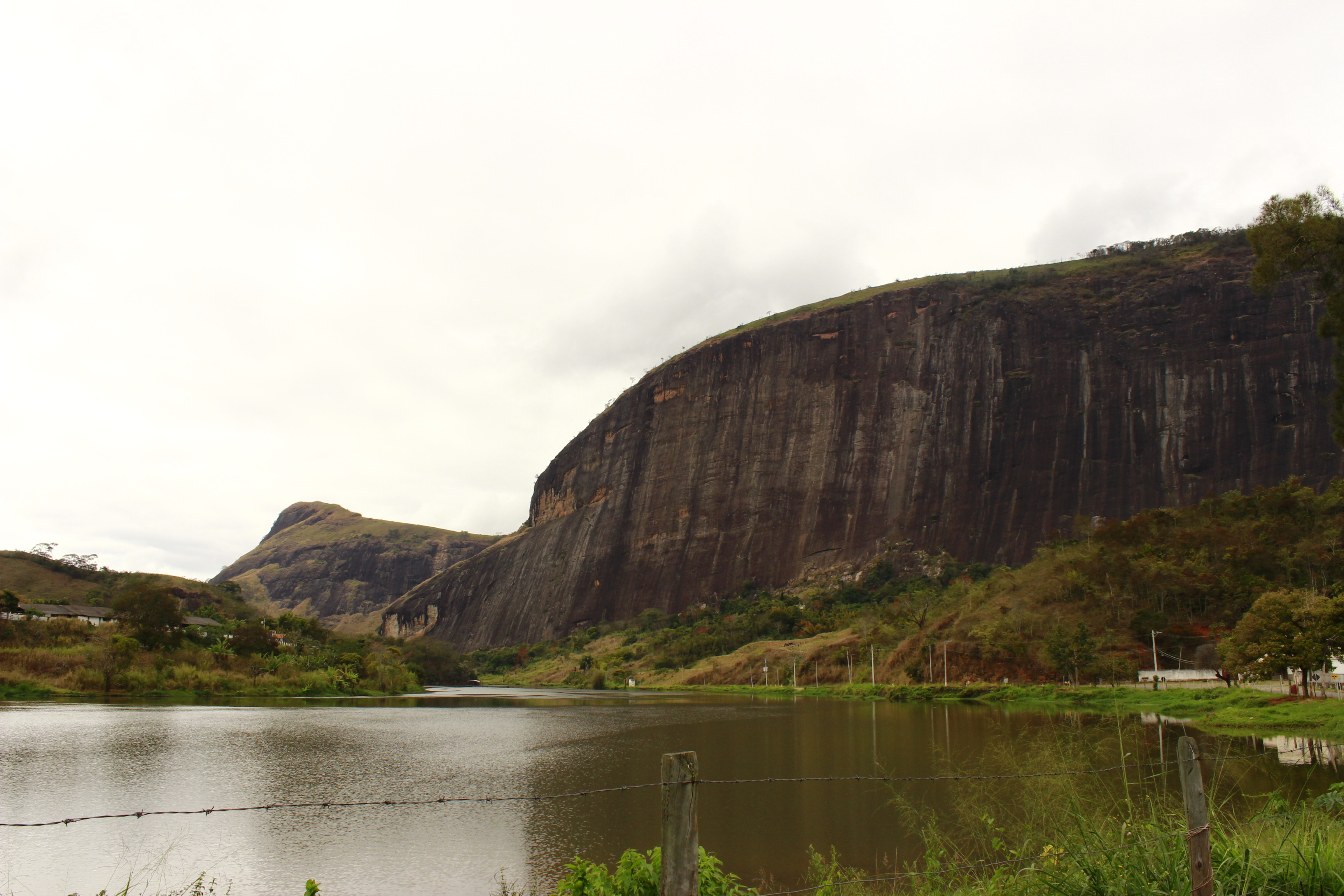
Terreno em Monte Serrat

Às 18:00 patrulhas do 10º RI avistaram os primeiros elementos do 1º BC. Às 22:00, era já uma companhia “colada”, fazendo frente ao Destacamento com 300 soldados do lado fluminense da fronteira, debaixo do grande paredão de pedra.
Seguiu-se a “guerra de saliva": chamado ao redor das 22:00, Mourão foi à estação Paraibuna para, juntamente com Muricy, parlamentar com Kerensky. O capitão Mandarino assim narra o ocorrido:

O General Mourão percebeu que o Tenente-Coronel Kerensky queria mesmo era ganhar tempo [para a chegada do Destacamento Cunha Mello] e, em conseqüência, lhe disse que ele teria duas horas para abrir a via de acesso e, na sua frente, deu ordem a nossa Artilharia que entrasse imediatamente em posição ficando em condições de, mediante ordem, bater a posição do BC, em apoio à Infantaria em primeiro escalão, que era a minha Companhia.

Ainda segundo Mandarino, com os abrigos existentes, escavados com dificuldade no terreno rochoso, e a proximidade do inimigo, sua companhia não estaria segura se a artilharia abrisse fogo. Na verdade a intenção não era usar a artilharia, mas fazer pressão psicológica sobre Kerensky e seu batalhão.
Enquanto isso, Muricy arquitetou uma arrancada: ao raiar do Sol, a artilharia daria dois tiros na pedreira para avisar ao adversário que seguia em frente e que, para evitar o derramamento de sangue, poderia aderir ou sair do caminho. O 10º RI avançaria depressa, enquanto o 11º RI, reforçado pelos tanques leves do 4º Esqd Rec Mec, travaria uma ação de envolvimento, seguindo por uma estrada vinda de Além Paraíba até Areal e de lá ou seguindo a Petrópolis ou caindo sobre o 1º BC pela retaguarda. Mandarino nota a impaciência do comando com a passagem bloqueada pelo 1º BC e a possibilidade de avançar, já tendo morteiros 81 e 60 e carros de combate leves M3 A1 prontos. Desde as 20:30 o 1º/4º RO 105 estava em condições de abrir fogo, e a 1ª Seção de sua 2ª Bateria de Obuses estava em missão anticarro na ponte.

### Adesão dos pelotões
Kerensky não foi o único de seu batalhão que, cruzando as linhas, encontrou os comandantes adversários. Na vanguarda das forças de Petrópolis estava o pelotão de fuzileiros do 2º tenente Hélio Seabra Monteiro de Barros. Conversando com Muricy e Mourão, prometeu voltar às suas linhas e trazer consigo seus companheiros.  Assim, dois pelotões do 1º BC aderiram ao Destacamento Tiradentes ao redor da meia-noite a 01:00, sendo incorporados ao 10º RI. O relatório oficial cita a atuação dos irmãos Fassheber (tenente e capitão), que foram doutrinar a tropa do 1º BC, e ainda que essa tropa já era ideologicamente alinhada e apta a ser influenciada. Para o capitão Mandarino, “O tenente cumpria ordens, mas não estava nada motivado para defender a causa daquele Governo”. O 1º tenente Reynaldo de Biasi, que comandava um pelotão da 2ª companhia logo na linha de contato, se recorda dele mesmo ter conversado e convencido Monteiro de Barros.
Como a linha de fogo tinha no máximo 5 pelotões, a deserção de 2 seriamente enfraqueceu a posição legalista. Mais ainda, a maioria do restante da oficialidade também quis aderir. Acuado, Kerensky recuou a Serraria, desguarnecendo o caminho. Muricy suspendeu a operação, decidindo apenas, ao amanhecer, dar uma salva de canhões na pedreira e avançar em velocidade máxima. O 1º tenente De Biasi se recorda que, “quando amanheceu, percebemos que a tropa do 1º BC tinha desaparecido, ninguém mais estava na frente do paredão”.

## Serraria: adesão do 1º RI

### Recepção do regimento
Mourão Filho retornou a Juiz de Fora, onde pelas 02:00 da madrugada, já no dia 1, telefonou ao general Amaury Kruel e se inteirou que o II Exército marchava de São Paulo contra Goulart. Isso foi grande alívio aos golpistas em Minas Gerais, pois até então nenhum outro comando significativo havia publicamente aderido.
Antes de partir, Mourão recebeu de dois engenheiros que vinham do Rio de Janeiro a notícia de tropas e artilharia vindo na estrada, sob o comando do coronel Raimundo. No caminho, topou com o Marechal Denys vindo de Juiz de Fora para o Destacamento Tiradentes, ao qual chegou às 03:30. Segundo o capitão Mandarino, nas fileiras do Destacamento havia receio sobre o que fariam o coronel Raimundo e o seu 1º RI. Muricy foi chamado entre às 03–04:00 a uma fazenda nas proximidades, onde Denys deu-lhe uma notícia crucial: o coronel Raimundo viria não para travar combate, mas para juntar-se ao seu lado.
Na versão de Denys, o coronel João Batista da Costa, chefe do Estado-Maior da 4ª RM, mandou no dia anterior seu filho civil, Milton Batista da Costa, para Três Rios. Lá, deveria a observar e relatar o volume, composição e comandante da tropa adversária. Após informar Juiz de Fora que eram várias unidades com o 1º RI de Raimundo na vanguarda, Milton foi incumbido de chamá-lo ao telefone. Às 22:00 o comandante do Sampaio foi interpelado e levado ao telefone do posto de gasolina Triângulo. Raimundo encontrou do outro lado da linha Denys, seu amigo, de quem tinha sido secretário. O Marechal fez um apelo para que passasse de lado e ele aceitou: “pode contar comigo e com minha tropa”. Porém, Hugo de Abreu conta ter ouvido de Raimundo que a intenção de aderir existia desde a partida, e assim, o apelo de Denys não foi tão importante. Embora Raimundo fosse de confiança de Oromar Osório, o comandante legalista da 1ª DI, seu posicionamento contra o governo era conhecido pelo menos desde o dia 2 de março.
Muricy seguiu à frente de sua tropa num Aero-Willys com uma bandeira branca para incorporar o 1º RI e prender Cunha Melo se estivesse junto. À altura de Serraria/Comendador Levy Gasparian, Raimundo saltou de um jipe e entregou-lhe o regimento com um ou dois batalhões. Ao redor do raiar do dia, às 05:00, as barreiras na estrada foram liberadas e o regimento integrou-se à retaguarda do Destacamento. Como ele estava exausto, recebeu, a pedido de Raimundo, comida, repouso e gasolina.
A decisão do 1º RI poderia influenciar a posição de combate do restante do I Exército. Jurando lealdade a Muricy, pendeu o equilíbrio de forças a favor dos rebeldes, evidenciou a possibilidade de outras adesões e o esfacelamento do dispositivo militar governista e influiu na decisão de Goulart de abandonar o Rio de Janeiro. Era a vitória que aparecia como uma visão de luz naquela escuridão de 18 horas, durante as quais estávamos sozinhos, escreveu Mourão, que entretanto anteviu dificuldades logísticas que poderiam vir com o alargamento da força. Logo após a adesão, o Destacamento retomou seu avanço para o sul.

### Artilharia e restos do 1º BC
O 1º RI trouxe consigo o 2º/1º RO 105, mas seu comandante, o tenente-coronel Raimundo Nonato, não queria aderir, mas apenas recuar, sendo acusado de má fé no relatório oficial. Para Muricy, mesmo que esse grupo recuasse e não tomasse ação contra o Destacamento Tiradentes, ele ainda daria notícia da situação aos demais legalistas, o que seria inaceitável. Ele assim narra seu encontro com o comandante:

Eu disse: “Volta, vai conversar com seus oficiais. Apresenta os meus pontos de vista e depois vem me dizer o que ficou resolvido.” Ele foi e, dali a pouco veio um tenente ou um capitão correndo para mim: “General, o grupo de artilharia está entrando na estrada e vai se retirar.” Aí me deu uma raiva daquelas! (...) arranquei para cima do grupo e passei por perto de uma companhia de infantaria do 1º RI e disse ao capitão (...): “Estenda o seu pessoal em linha, pronto para atirar ao meu comando.” O pessoal se preparou, deitou embalado, pronto para atirar, e eu caminhei em direção ao Raimundo Nonato. Mandei-o descer da viatura, ele desceu, eu disse uma série de descomposturas. Nessa hora a gente perde a cabeça mesmo. Disse uma porção de coisas e o prendi.

Em seguida, atravessou as viaturas na estrada para bloquear a passagem. Reuniu a tropa para fazer uma preleção. Relata um episódio que teria sido até mencionado em “O Globo” como “o caso do sargento profeta": em resposta ao que falava, um sargento teria dito que “O Espírito Santo falou pela boca do General!”, resultando na adesão do Grupo. Entretanto, apenas uma bateria foi acrescentada ao Destacamento Tiradentes, pois outra conseguiu fugir. A bateria que aderiu era a 4ª, enquanto a que conseguiu escapar era a 6ª, do capitão Audir Santos Maciel. Ele relata ter cumprido a última ordem recebida do comandante — voltar ao quartel no Rio de Janeiro. No caminho, passaram pelo 1º Grupo antes de Petrópolis e pelos petropolitanos, que, imaginando que eram os mineiros triunfantes, os aplaudiram como se fossem um exército vitorioso.
Segundo Rubens, filho de Denys, Raimundo contou-lhe que encontrou Kerensky quando estava a caminho de aderir, anunciando sua intenção. Kerensky acabou voltando até Petrópolis com seu batalhão, mas alguns de seus oficiais ainda foram encontrados em Serraria. O tenente-coronel Walter Pires, que veio com Muricy e participava de seu Estado-Maior, convenceu alguns a aderirem, enquanto outros, recusando-se, foram presos. Muricy dirigiu-se aos que abertamente o resistiram e elogiou sua boa fé. Segundo a imprensa petropolitana, o 1º BC permaneceu na região da fronteira estadual até as 16:30 do dia 1, quando recebeu ordem de voltar.

## Três Rios

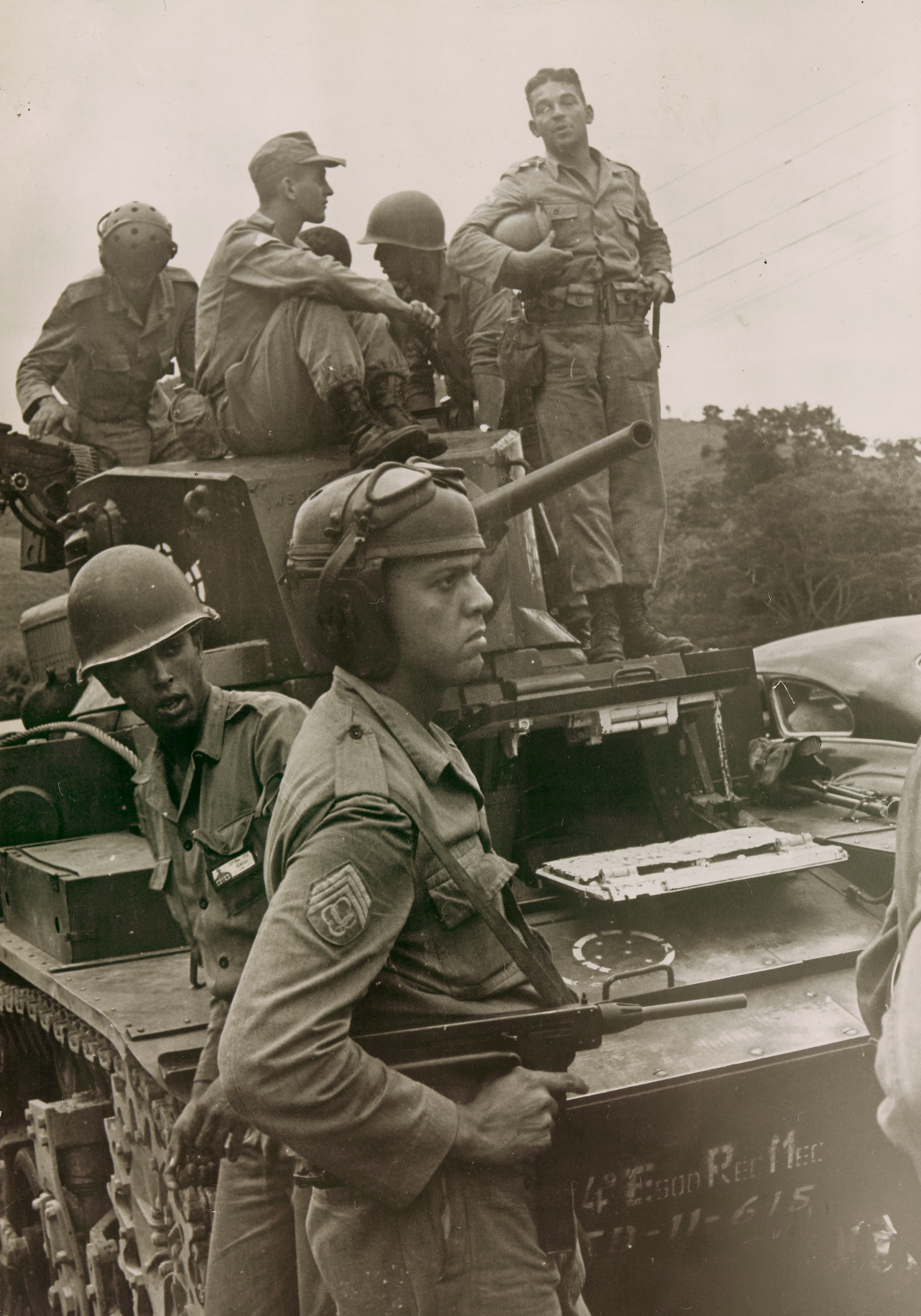
4º Esqd. Rec. Mec

Para Muricy, a força de Cunha Melo estava desequilibrada com a adesão do 1º RI, mas restava ainda atravessar o próximo grande obstáculo, o rio Paraíba do Sul, em Três Rios. Assim, ele e seu Estado-Maior acompanharam a vanguarda até a cidade, que foi atingida às 10:30.
Nesse deslocamento para o sul, o combustível era a maior preocupação. Assim, os caminhões-gasolina que seguiam do Rio de Janeiro a Minas Gerais eram requisitados e integrados à coluna. Os motoristas recebiam um documento para posteriormente receberem o pagamento.
Três Rios tinha flanco oeste aberto e não se tinham notícias, seja das unidades do I Exército a oeste, do II Exército ou da Escola de Sargentos das Armas em Três Corações. O Destacamento resguardou-se emitindo uma flanco-guarda composta do 2º Batalhão da PMMG e de uma seção anticarro para oeste, a uma estação ao longo do Paraíba cercada de morros altos, por onde passa tanto a rodovia (BR-57) quanto a ferrovia, para barrar qualquer progressão daquela direção. Repórteres avistaram uma presença militar em Paraíba do Sul, a oeste de Três Rios. A ameaça poderia vir de Valença (2º Batalhão de Carros de Combate), Barra Mansa (1º Batalhão de Infantaria Blindado) ou até de São Paulo. Segundo o major Cid Goffredo, oficial de ligação entre a 4ª RM e o Destacamento Tiradentes, desde o início Muricy temia que uma força legalista de São Paulo pudesse usar a estrada que passa por Volta Redonda para atingir Três Rios e interferir no eixo mineiro.
| Dispositivo do Destacamento Tiradentes ao passar por Três Rios |
| --- |
| Vanguarda: 2ª Cia do 10º RI (Reforçada), Pelotão do 4º Esqd Rec Mec 1º Escalão: 11º RI, 2º Batalhão do 12º RI, 1º Grupo do 4º RO 105 (Menos uma bateria) 2º Escalão: 10º RI (Menos a 2ª Cia), Uma bateria do 4º RO 105 3º Escalão: 1º RI, 2º Grupo do 1º RO 105 (Menos a 6ª Bateria) |

Ao sul da cidade o Destacamento fez alto. O relatório oficial registra o contato com o adversário, o 2º RI, às 11:00. Ele foi percebido quando um jipe se aproximou da ponte, e, ao ver os rebeldes, fez meia volta e correu na direção da Areal. Djalma Dias Ribeiro, vindo do Rio de Janeiro, contou a Muricy que passara no Belvedere pelo que avaliava serem 2–3 batalhões de infantaria e 2–4 baterias de artilharia; pela hora que viu, no momento essa força legalista deveria estar na região de Areal.

## Areal: confronto com o 2º RI
Na região de Areal o cenário de luta é mais impressionante, desdobrando-se a operação militar em todos os movimentos de uma ação iminente. A hipótese de que em Areal pode sair o “primeiro tiro” é bastante admissível por todos

Gomes, Eduardo. Minas: do diálogo ao front (1964) p. 121

### O conflito previsto
Às 04:00 da manhã a pequena cidade de Areal, então distrito de Três Rios, amanhecera cheia de soldados. Tomaram o que depois seria o “Posto do Nino” como quartel-general, montaram ninhos de metralhadora no posto e nas estradas, posicionaram dinamite pronta para detonar a ponte sobre o rio Piabanha no centro e se firmaram nos morros. O comércio fechou e habitantes se refugiaram na igreja ou foram levados por caminhões a bairros distantes. Tinham pouca informação do que se passava e medo de uma guerra sangrenta iminente.

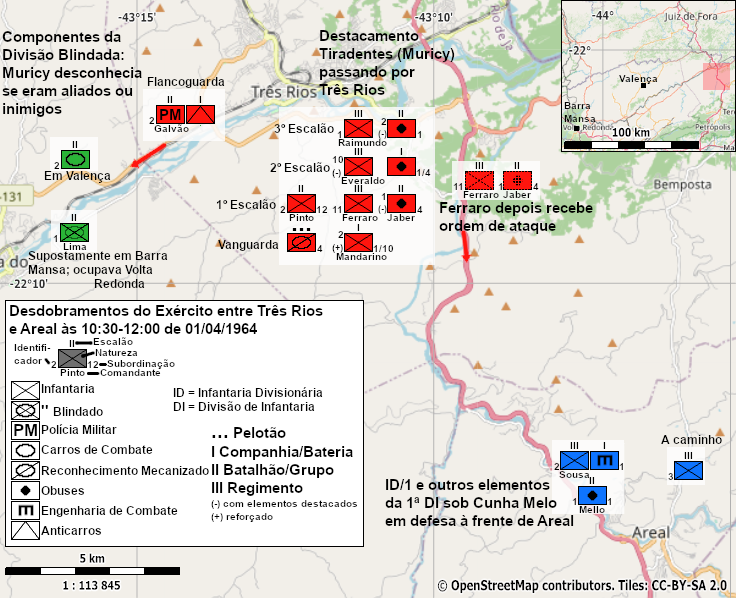
Disposição das forças entre Três Rios e Areal

Era a tropa legalista do general Cunha Melo, ainda decidido a lutar. Restavam-lhe o 2º RI, a artilharia do 1º Grupo do 1º RO 105 e engenheiros do 1º BE Cmb. O 3º RI subia a serra em 13 ônibus fretados. Achou-os fiéis: somente um capitão (o da companhia do 1º BE Cmb) e um tenente apresentaram recusa e foram presos. Com a mudança de lado do 1º RI, era já uma força numericamente inferior, incapaz de partir à ofensiva, mas que ele posicionou em bom terreno defensivo, desdobrado em posição de combate, com armas coletivas. Repórteres encontraram muitos canhões em pontos estratégicos e 21 viaturas do 1º RO 105 em Posse, distrito de Petrópolis perto de Areal. Porém, segundo Muricy, a melhor posição defensiva seria mais a sul, na garganta entre Areal e Petrópolis, não ali na região entre Areal e Três Rios, o que já lhe dava um alívio. Conforme outra avaliação, os 18 obuseiros de 105 mm dispostos junto à estrada pelos legalistas poderiam descer uma “barragem de fogo” quase impossível de atravessar.

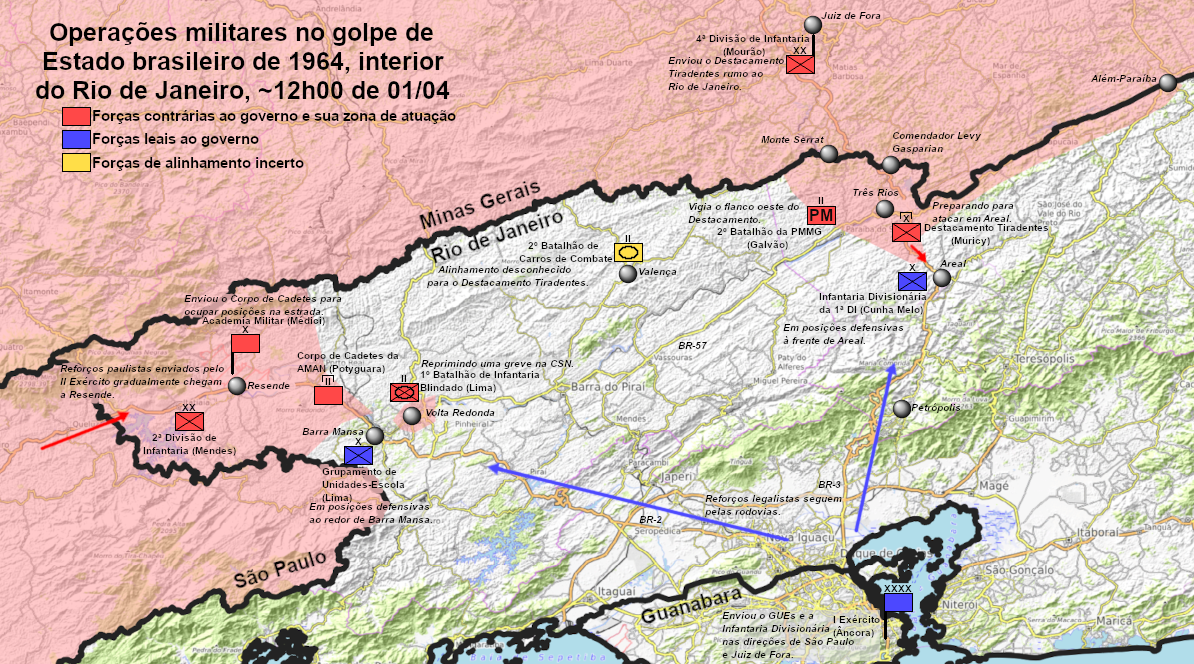
Situação militar nas direções mineira e paulista ao redor do meio-dia de 1º de abril

Muricy precisava desalojar Cunha Melo e chegar à Baixada. Avaliou: estava em igualdade ou ligeira superioridade de forças, possuindo 5 batalhões de infantaria e 1 da polícia contra no máximo 4 legalistas, e um pessoal mais disposto a lutar. Porém, ainda não poderia travar “um choque real em campo aberto”. Para superar Cunha Melo precisaria de uma ação de surpresa. Taticamente, tomaria vantagem dos legalistas não terem tido tempo de se firmar no terreno. Politicamente, da possibilidade de parte deles não quererem lutar em defesa do governo que não aprovavam. Ambos exigiam pressa. O coronel Ferraro, comandante do 11º RI, levaria seu regimento, reforçado, e o grupo de obuses, sairia à frente do Destacamento em dispositivo de aproximação, trocaria a formação em coluna por um dispositivo aberto e atacaria o 2º RI, mesmo desordenadamente, tendo o tempo como prioridade. A missão de ataque foi definida ao meio-dia.

### Fim negociado com Cunha Melo

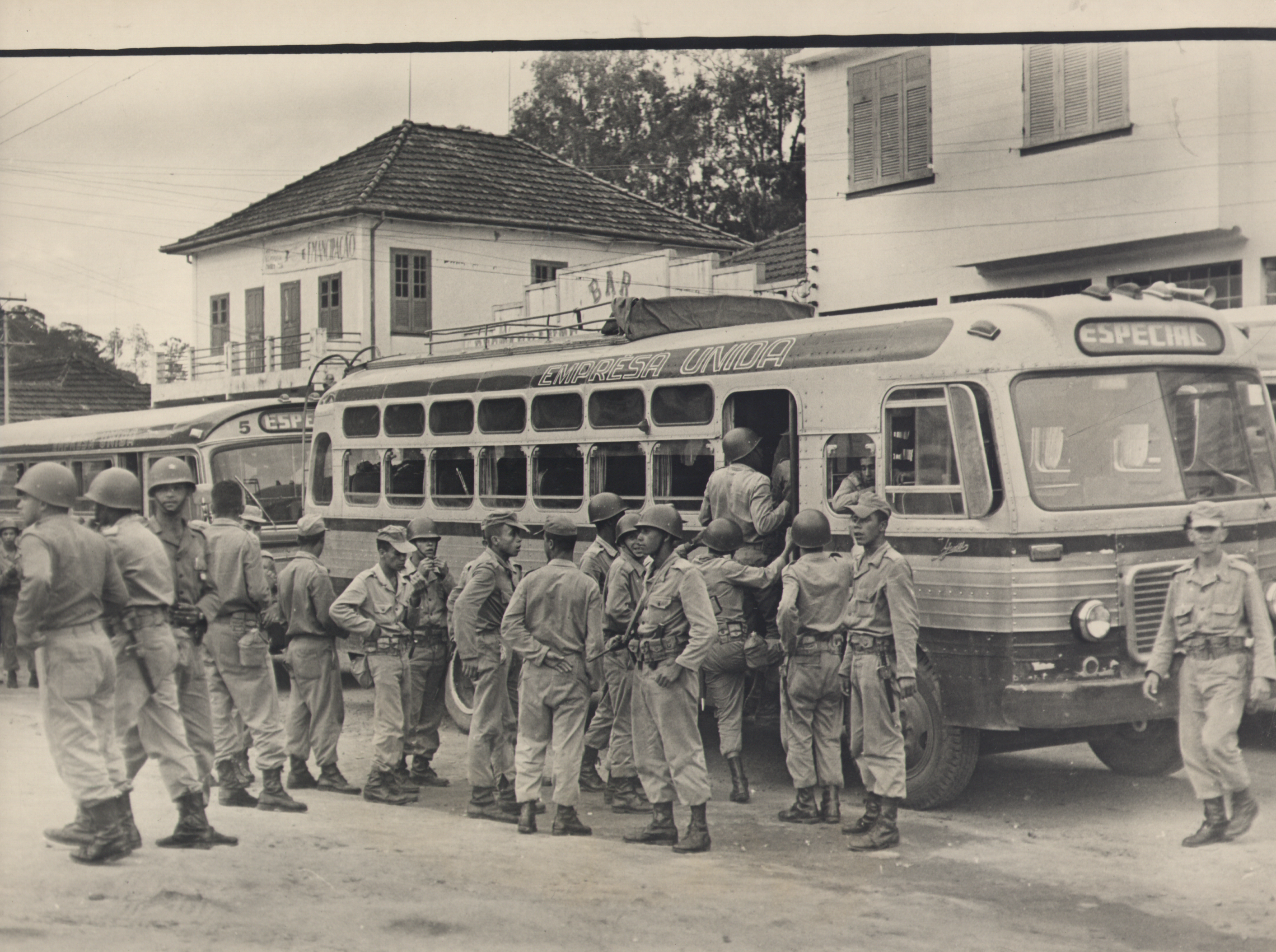
Passagem do Destacamento Tiradentes por Areal

Entre as 13–14:00 os comboios de alimentação atrasaram. A essa altura, segundo o capitão Mandarino, a 2ª Companhia de Fuzileiros comia ração fria, mas recebia alimento e apoio moral da população. Walter Pires foi enviado a Três Rios para falar com Juiz de Fora, de onde Mourão Filho o pôs a par da situação: Goulart saíra do Rio, Âncora e Kruel se encontrariam na Academia Militar das Agulhas Negras para negociar entre o II Exército e os legalistas e o Destacamento deveria desacelerar e evitar o combate desnecessário. Os acontecimentos no interior fluminense tiveram impacto na Guanabara, com a adesão do 1º RI sendo um dos fatores que impeliram Goulart a deixar a cidade e ir a Brasília. A saída do presidente, por sua vez, precipitou o colapso da resistência do I Exército.
Voltando a Muricy, Walter atravessou o 2º RI para carregar sua mensagem a Cunha Melo: me preparo para atacar, verifique a veracidade do encontro Âncora-Kruel e evite o derramamento de sangue. A resposta veio através do major Granja, do estado-maior de Cunha Melo, que chegou uma hora depois: não tenho notícia dessa reunião (Muricy poderia estar blefando), não virá de mim o primeiro tiro mas tenho missão de defender e a cumprirei. Muricy disse a Granja: “E eu recebi a missão de ir ao Rio de Janeiro e vou partir para o Rio de Janeiro"; “você deve ter passado pela minha tropa e deve saber que eu estou me preparando para atacar"; assim faria se não recebesse mais nenhum aviso, mas como cavalheiro, informou o tempo: em uma hora. Definiu-se que não haveria hostilidade enquanto Cunha Melo procurava confirmação com seus superiores. Ali presente, o coronel Ferraro demonstrou impaciência — “Se vão resistir vamos atacar agora”. Granja presenciou a tropa deslocar-se ao pé da encosta de uma elevação à frente.

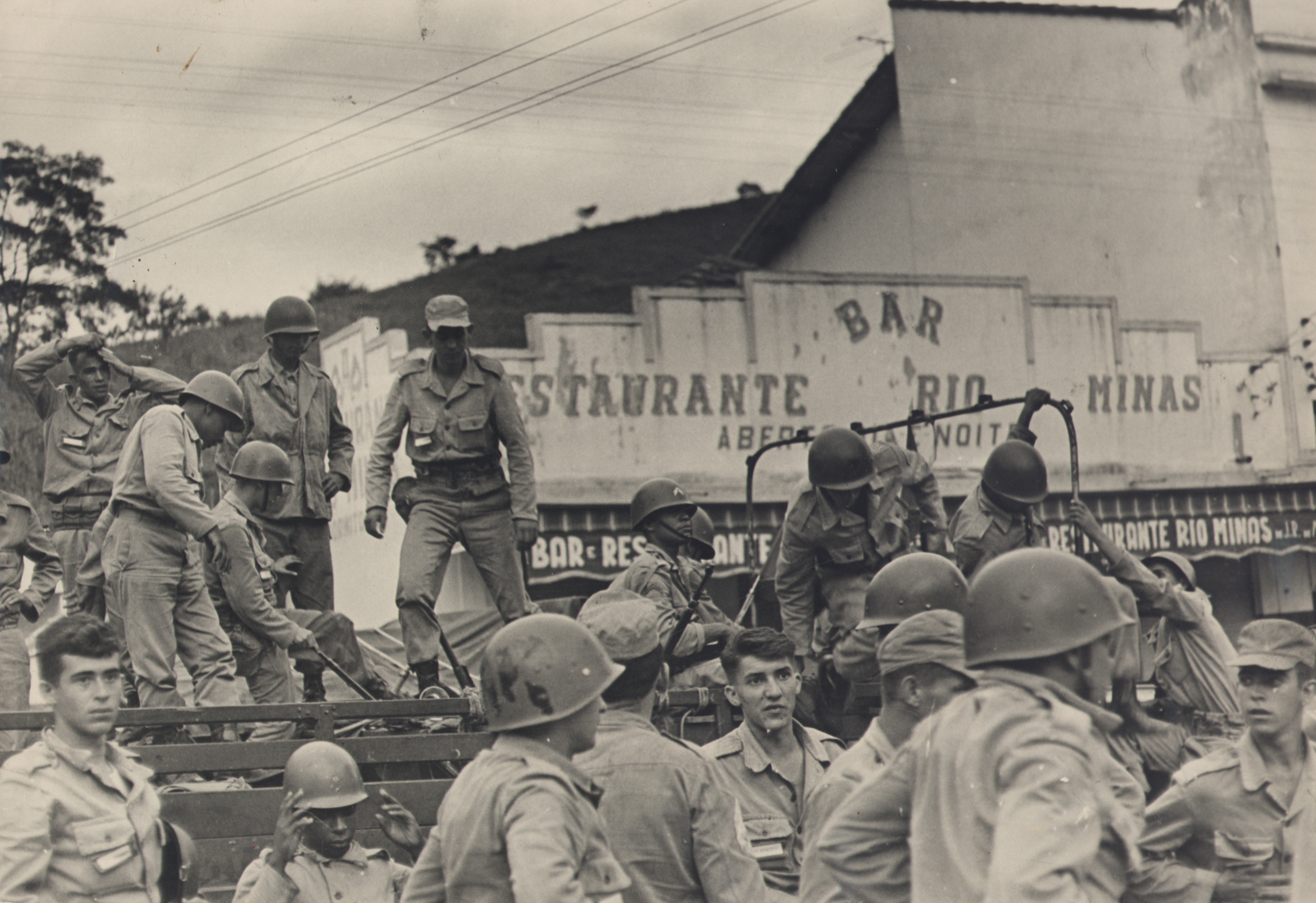
Passagem do Destacamento Tiradentes por Areal

Cunha Melo telefonou ao Rio de Janeiro, entrando em contato com o chefe do gabinete militar do presidente, o general Argemiro de Assis Brasil. Ouviu a confirmação: Jango e Âncora haviam deixado o Rio de Janeiro, este para negociar a pacificação. “Como Cunha Melo perguntasse o que fazer, foi-lhe respondido que fizesse o que quisesse. Sua missão estava terminada." Cunha Melo “percebeu  que  defendia  um  governo  praticamente deposto”. Às 14:30 mandou, então, informar sua disposição de abrir o caminho e permitir aos rebeldes descerem à Guanabara sem resistência. Duas horas depois da parlamentação de Granja outro emissário de Cunha Melo chegou com suas condições:
- Não invadir as refinarias de Duque de Caxias e Manguinhos;[188]
- Não passar por dentro de Petrópolis para não desmoralizar Kerensky;[220]
- Não avançar imediatamente após o recuo para não criar a impressão que foi perseguido.[220]

Respondeu Muricy:
- "Eu preciso de gasolina e, se possível, eu quero deixar vocês sem gasolina. Eu tenho que ocupar a refinaria e a minha tropa vai ocupá-la, não tenha dúvida nenhuma."[221]
- "Pois eu vou passar por uma estrada de contorno e vou deixá-la sem o meu controle?! Não, eu não posso avançar militarmente sem ter posse das estradas vicinais. Então tenha paciência, eu vou passar por Petrópolis mesmo. Eu tenho que decompor a minha coluna, mandar uma tropa pela estrada do contorno e outra pela União Indústria, por dentro de Petrópolis."[221]
- “Partirei daqui a duas horas. Em duas horas, a tropa do Cunha Melo tem tempo de se retrair..."[221]

Num pontilhão a norte de Areal, na estrada para Além Paraíba, Muricy anunciou a seus oficiais: Goulart saiu, havia um acordo na Academia Militar e o governo cessou a resistência. Estavam vitoriosos e avançariam numa hora combinada. Às 16:40–50 Cunha Melo recuou: dos morros ao redor da cidade “soldados saíam descendo como formiga”. Pela noite, restavam somente alguns veículos enguiçados no caminho. Depois de algum tempo Muricy seguiu em frente. Repórteres presenciaram a passagem pelo centro da cidade.
Quando a coluna estava na região de Areal foi sobrevoada por um avião da FAB pilotado por Rui Moreira Lima, sob iniciativa própria. Em dois vôos rasantes, pôs em fuga soldados e caminhões. Pilotava, porém, um Paris, avião turístico, sem armamento, numa missão de reconhecimento. Não tinha ordens de cima e foi logo ordenado a pousar no Santos Dumont.

## Petrópolis e Duque de Caxias
A coluna encontrou o 2º RI e o 2º/3º RI no caminho. Estavam ideologicamente alinhados e aderiram, o primeiro em Pedro do Rio e o segundo em Itaipava. O comandante do 2º RI apresentou-se a Muricy: tinha sido abandonado por Cunha Melo e estava do lado legalista somente por sua lealdade ao Ministro da Guerra. “Eu devo muito da minha carreira militar ao Jair e não ficaria nunca contra o ministro. Mas na hora em que o presidente se afasta, a minha tropa está inteiramente à sua disposição.” Mais tropas foram encontradas adiante, de forma que ao final do percurso o efetivo tinha dobrado, de 3 a 4–5 mil soldados. Somente parte da força de Cunha Melo conseguiu escapar.
O Destacamento aproximou-se de Petrópolis às 18:30 e no trevo de Bonsucesso dividiu-se em Grupamentos Táticos baseados em cada um dos regimentos vindos de Minas Gerais. Como flanco-guarda, o 10º RI atravessou o centro de Petrópolis rumo a Quitandinha, enquanto o grosso seguiu pela estrada do contorno.
Ao redor das 22:00 Muricy informou a Mourão que, com a estrada livre, seguia ao Belvedere do Grinfo, ponto de referência da saída de Petrópolis. Este decidiu retirar seu Posto de Comando de Juiz de Fora e seguir na estrada rumo à sua tropa. O major Cid, que distribuía a tropa na entrada de Petrópolis, se recorda do carro de Mourão ter chegado às 23:00. Mourão  perguntou por Muricy - estava num hotel - e mandou transmitir-lhe a ordem de descer até o gasômetro da Avenida Brasil. Para Mourão, a prioridade era chegar à Guanabara antes do II Exército e de Kruel, que julgava “da mesma estirpe que o Jango, pra pior, porque veste uma farda com 4 estrelas. Conjuminou o fechamento do Congresso em 1963, por ocasião da famosa questão plebiscito-Brochado Rocha."
Pela madrugada Mourão Filho e Muricy (com seu Estado-Maior), sob chuva torrencial, correram serra abaixo, cada um em sua viatura. Mais adiante do Destacamento, encontraram-se entre o Belvedere e a altura da Fábrica Nacional de Motores. O rádio no carro dava uma grande surpresa: o general Costa e Silva havia assumido o “Comando Supremo da Revolução” e nomeado o general Octacílio Terra Ururaí comandante do I Exército. O dispositivo de reação legalista tinha ruído por dentro, tornando o Rio de Janeiro “um acampamento revolucionário que tinha chefe e não precisava de outro”.
Dependendo da fonte, o Destacamento Tiradentes entrou na cidade do Rio de Janeiro antes da meia-noite, desceu a serra na madrugada do dia 2, ou entrou na cidade às 03:00 da madrugada. Não esperava combate e nem tomou precauções de segurança para não criar desconfiança nos golpistas de lá. No caminho, passando por Duque de Caxias, havia rumores de greve na Fábrica Nacional de Motores e na Refinaria; a tropa ouvia até de que se destruiria a planta produtora de gasolina. Ferraro enviou uma companhia de seu 11º RI para ocupar a Fábrica, enquanto a Refinaria foi ocupada pela companhia do capitão Veloso, do 10º RI, enviada pelo Destacamento. Mas segundo o capitão Mandarino, em ambas não havia qualquer greve. A história do 1º/4º RO 105 registra sua partida às 21:30, chegando à Fábrica Nacional de Motores à meia-noite e reiniciando o movimento às 07:00, com uma parada na divisa do Rio de Janeiro com a Guanabara, novamente movimentando às 14:00 e chegando ao acantonamento final às 15:45.

## Guanabara

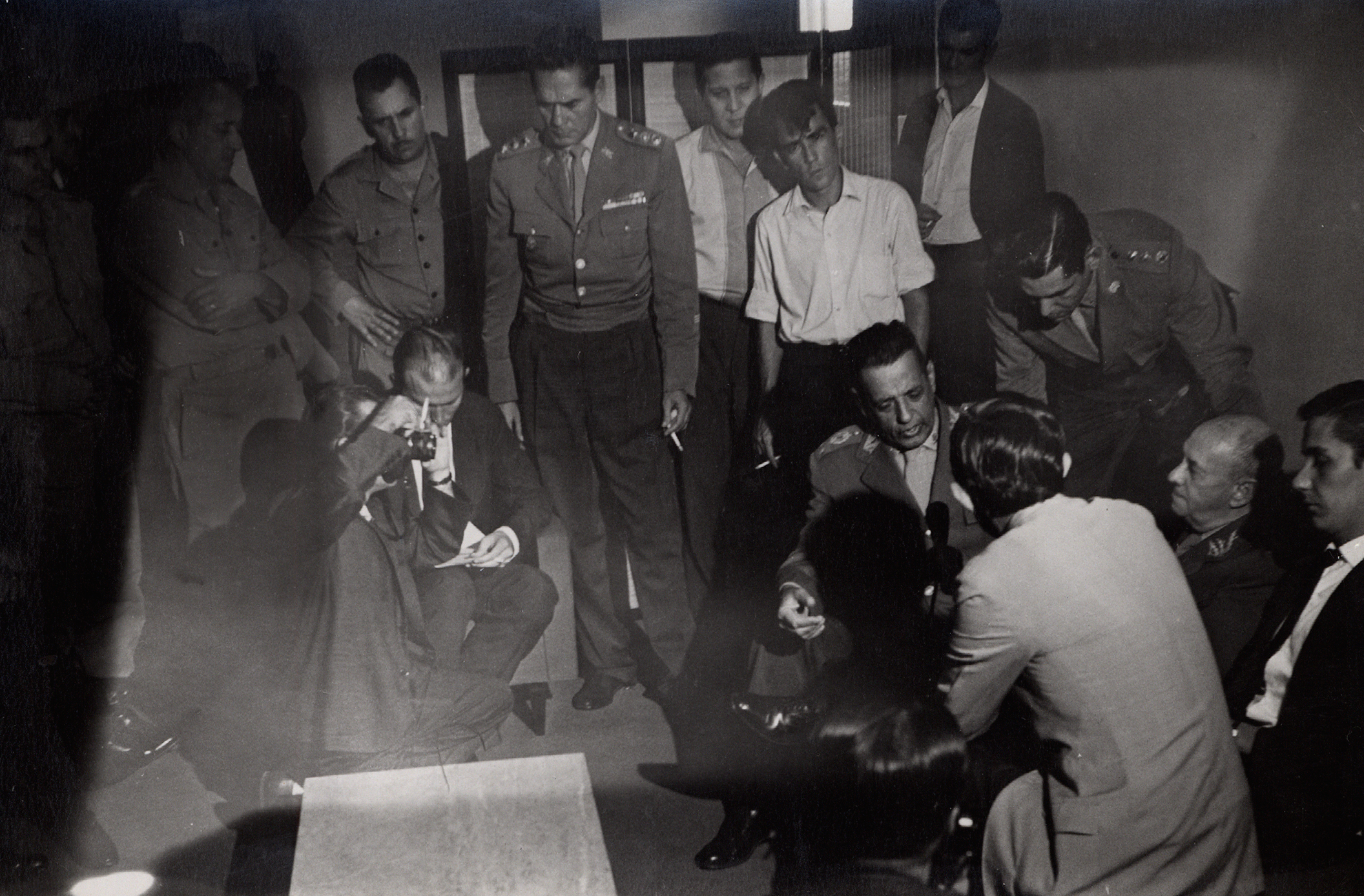
Mourão e Muricy são entrevistados no Rio de Janeiro

Mourão ficou indignado com a notícia da nomeação de Ururaí, pois considerava-se dono por direito do I Exército após a queda de Âncora. Foi discutir com Costa e Silva, que agora ocupava o Ministério da Guerra, mas teve que aceitar o fato consumado. A pedido de Costa e Silva, manteve o Destacamento Tiradentes na Guanabara por mais algum tempo, para consolidar a posição do Comando Supremo da Revolução; na explicação do tenente De Biasi, era por ser uma força altamente leal e naquele momento os comandos estarem em troca. Para Mourão, naquela hora Costa e Silva só confiava na sua tropa, pois ele estava sob pressão de Castelo Branco e a guarnição do Rio estava indiferente.
As unidades da Guanabara que haviam aderido retornaram à Vila Militar. Carlos Lacerda, governador da Guanabara, ofereceu o estádio do Maracanã para a estadia do restante. Ali fizeram uma defesa circular, receberam visitas de autoridades, dormiram na cama-rolo ou no chão duro e foram alimentados pelo Serviço de Alimentação da Previdência Social. Pedidos de envio de forças apareciam a toda hora: a Escola de Comando e Estado-Maior do Exército seria invadida por fuzileiros, o Colégio Militar seria atacado, o Chefe do Estado-Maior do I Exército queria um batalhão no prédio do QG, etc. Mas o coronel Dióscoro Vale, comandante do 12º RI, impediu qualquer saída.
O regresso a Minas Gerais foi no dia 6. Às 19:30 o 1º/4º RO 105 chegou a seu quartel. A imprensa local registra que o Destacamento Tiradentes, com Mourão à frente, foi recebido pelo governador e aclamado por uma multidão de juiz-foranos. Sua recepção apoteótica na volta é mencionada em vários depoimentos de participantes. Na manhã do dia 7 foi dissolvido.

## Eixo Belo Horizonte - Brasília
No outro eixo da operação, as lideranças mineiras foram surpreendidas pela aproximação de uma coluna legalista do Batalhão da Guarda Presidencial (BGP), vindo de Brasília, à divisa Minas Gerais-Goiás. A coluna partiu na manhã de 1º de abril, e o deslocamento mineiro ainda não estava pronto. O 10º Batalhão da PMMG foi enviado a Paracatu para impedir a entrada do BGP em território mineiro, mas ele posteriormente retornou a Brasília. Mais forças foram reunidas em Belo Horizonte, adentrando a capital federal em 2 de abril, com o governo já deposto.

### Citações
1. 1 2 3  Pinto 2015, p. 119.
2. ↑  Muricy 1981, p. 552.
3. 1 2 3 4  Chagas 1985, p. 38.
4. 1 2 3  Gomes 1964, p. 120.
5. 1 2  Gomes 1964, p. 122.
6. 1 2  Gomes 1964, p. 118.
7. ↑  Silva 2014b, p. 100-103.
8. ↑  Lacerda 2017, p. 93.
9. ↑  Silva 2014b, p. 103-104 e 107-108.
10. ↑  Silva 2014b, p. 114-116.
11. ↑  Lacerda 2017, p. 105-106.
12. ↑  Ottoni 2012, p. 48.
13. ↑  Pedrosa 2018, p. 163.
14. ↑  Pedrosa 2018, p. 181.
15. 1 2 3 4  Pedrosa 2018, Apêndice 3.
16. ↑  Pinto 2015, p. 106-107.
17. ↑  Silva 2014b, p. 118.
18. ↑  Pinto 2015, p. 66-67.
19. ↑  Silva 2014a, p. 211-212.
20. ↑  Ottoni 2012, p. 47-48.
21. ↑  Ottoni 2012, p. 46-47.
22. ↑  Silva 2014b, p. 117-120.
23. ↑  Pinto 2015, p. 107-108.
24. 1 2 3 4 5 6  Gaspari 2014, "O Exército dormiu janguista".
25. ↑  Silva 2014b, p. 119.
26. ↑  Pinto 2015, p. 106-111.
27. ↑  Lacerda 2017, p. 106-108.
28. 1 2 3  Ministério da Guerra 1963, Quadro resumo do efetivo de praças.
29. ↑  Vieira 2007, p. 96.
30. 1 2  Pinto 2015, p. 107.
31. 1 2  Silva 2014b, p. 102.
32. 1 2  Vieira 2007, p. 99.
33. ↑  Vieira 2007, p. 93-95.
34. 1 2  Vieira 2007, p. 101-102.
35. 1 2 3  Silva 2014a, p. 327.
36. ↑  Vieira 2007, p. 102.
37. ↑  Silva 2014b, p. 121.
38. ↑  Mourão Filho 2011, p. 423.
39. ↑  Motta 2003, p. 249, Tomo 3.
40. ↑  Vieira 2007, p. 103.
41. 1 2  Simões 2010, p. 17-18.
42. ↑  Silva 2014b, p. 217-219.
43. ↑  Silva 2014b, p. 220 e 236.
44. ↑  Silva 2014b, p. 114.
45. ↑  Silva 2014b, p. 125.
46. ↑  Simões 2010, p. 18-19.
47. ↑  Lacerda 2017, p. 106.
48. ↑  Simões 2010, p. 17 e 20.
49. ↑  Silva 2014b, p. 233-234.
50. ↑  MINAS GERAIS, Lei nº 2.031, de 30 de dezembro de 1959. Fixa o efetivo da Polícia Militar para o exercício de 1960 e dá outras providências. Diário do Executivo, Belo Horizonte, p. 1, col. 2, microfilme 128.
51. ↑  MINAS GERAIS, Lei nº 3.010, de 17 de dezembro de 1963. Fixa o efetivo da Polícia Militar para o exercício de 1964 e dá outras providências. Diário do Executivo, Belo Horizonte, p. 2, col. 2, microfilme 146.
52. ↑  Vieira 2007, p. 105-107.
53. ↑  Silva 2014b, p. 124-136.
54. ↑  Silva 2014b, p. 226.
55. ↑  Vieira 2007, p. 107-108.
56. ↑  Silva 2014b, p. 126.
57. ↑  Muricy 1981, p. 535-537.
58. ↑  Silva 2014b, p. 222-223.
59. ↑  Vieira 2007, p. 100-101.
60. 1 2  Silva 2014b, p. 180-181.
61. ↑  Oliveira 2014.
62. ↑  Vieira 2007, p. 100-101 e 110.
63. ↑  Gomes 1964, p. 88.
64. ↑  Silva 2014b, p. 222.
65. ↑  Silva 2014b, p. 229.
66. ↑  Silva 2014b, p. 176.
67. ↑  D'Aguiar 1976, p. 169.
68. 1 2  Silva 2014a, p. 282-284.
69. ↑  Faria 2013, p. 343.
70. 1 2 3  Motta 2003, p. 227-228, Tomo 1.
71. ↑  Silva 2014b, p. 227.
72. 1 2 3  Faria 2013, p. 327-328.
73. ↑  Mourão Filho 2011, p. 331.
74. ↑  Vieira 2007, p. 110.
75. ↑  Fico 2008, p. 91-92.
76. 1 2  Mourão Filho 2011, p. 446.
77. ↑  Silva 2014a, p. 6.
78. ↑  Mourão Filho 2011, p. 438.
79. ↑  Motta 2003, p. 197, Tomo 2.
80. ↑  Mourão Filho 2011, p. 316-322.
81. ↑  Mourão Filho 2011, p. 294-295 e 322-323.
82. 1 2  Mourão Filho 2011, p. 436-437.
83. ↑  Gomes 1964, p. 106.
84. 1 2  Pinto 2015, p. 109.
85. 1 2  Mourão Filho 2011, p. 294-295.
86. ↑  Mourão Filho 2011, p. 355.
87. ↑  Muricy 1981, p. 541-542.
88. ↑  Motta 2003, p. 250, Tomo 9.
89. ↑  Mourão Filho 2011, p. 336-337.
90. ↑  Motta 2003, p. 180, Tomo 11.
91. ↑  Mourão Filho 2011, p. 322-323.
92. ↑  Mourão Filho 2011, p. 434 e 438.
93. ↑  Silva 2014a, p. 341-342.
94. ↑  Pinto 2015, p. 115.
95. ↑  Silva 2014b, p. 175-176.
96. ↑  Mourão Filho 2011, p. 387.
97. ↑  Mourão Filho 2011, p. 461.
98. ↑  Mourão Filho 2011, p. 447 e 453.
99. ↑  Silva 2014b, p. 176-177.
100. 1 2  Silva 2014b, p. 172-173.
101. ↑  Silva 2014a, p. 343.
102. ↑  Silva 2014b, p. 185.
103. ↑  Motta 2003, p. 177, Tomo 3.
104. ↑  Mourão Filho 2011, p. 459.
105. 1 2 3  D'Aguiar 1976, p. 135.
106. 1 2  Muricy 1981, p. 544-545.
107. ↑  Motta 2003, p. 230, Tomo 6.
108. 1 2  Motta 2003, p. 177-179 e 307-308, Tomo 3.
109. ↑  Mourão Filho 2011, p. 565.
110. 1 2 3 4 5  Silva 2014b, p. 177.
111. 1 2  Motta 2003, p. 178, Tomo 3.
112. 1 2  Motta 2003, p. 180-181, Tomo 11.
113. 1 2  Extra, 30 de março de 2014.
114. ↑  Muricy 1981, p. 534-536.
115. ↑  O Cruzeiro, 10 de abril de 1964.
116. 1 2  Mourão Filho 2011, p. 388-390.
117. ↑  Motta 2003, p. 335-336, Tomo 10.
118. ↑  Estado de Minas, 30 de março de 2014.
119. ↑  Motta 2003, p. 83-89, Tomo 3.
120. ↑  Muricy 1981, p. 533-534.
121. 1 2  Gomes 1983, p. 63.
122. ↑  Muricy 1981, p. 535.
123. 1 2 3  Silva 2014b, p. 183-184.
124. ↑  CMV de Petrópolis 2018, p. 68.
125. 1 2 3 4 5 6 7 8  Muricy 1979.
126. ↑  CMV de Petrópolis 2018, p. 57-59.
127. ↑  Silva 2014a, p. 346.
128. ↑  CPDOC FGV 2001, MELO, Cunha.
129. ↑  Silva 2014a, p. 365-366.
130. 1 2 3 4  D'Aguiar 1976, p. 136.
131. 1 2 3 4  Ustra 2007, p. 90-91.
132. 1 2  Motta 2003, p. 297, Tomo 9.
133. ↑  Silva 2014b, p. 184.
134. 1 2 3  Motta 2003, p. 144-146, Tomo 11.
135. ↑  Chagas 1985, p. 16.
136. 1 2  Projeto Brasil Nunca Mais 256. Consultado em 26 de julho de 2020.
137. 1 2  Muricy 1981, p. 536.
138. 1 2  Pinto 2015, p. 119-122.
139. ↑  Silva 2014b, p. 187.
140. ↑  Silva 2014a, p. 365-367.
141. 1 2 3  Silva 2014b, p. 203.
142. 1 2  Muricy 1981, p. 548.
143. ↑  Chagas 1985, p. 37.
144. ↑  Silva 2014a, p. 346-347.
145. ↑  Mourão Filho 2011, p. 368.
146. ↑  Silva 2014b, p. 187-188.
147. ↑  Motta 2003, p. 44, Tomo 14.
148. ↑  Muricy 1981, p. 534-535.
149. ↑  Portal EBC, 31 de março de 2016.
150. 1 2 3  Folha de S. Paulo, 4 de abril de 2004.
151. ↑  Villa 2004, "A situação é calma".
152. ↑  Ferreira 2011, p. 472.
153. 1 2  Motta 2003, p. 58-59, Tomo 12.
154. 1 2  Fico 2008, p. 70.
155. ↑  Bandeira 1978, p. 181.
156. ↑  Chagas 1985, p. 21.
157. 1 2  Silva 2014b, p. 204.
158. ↑  Muricy 1981, p. 542.
159. 1 2  Motta 2003, p. 42, Tomo 14.
160. ↑  Motta 2003, p. 177-178 e 308, Tomo 3.
161. ↑  Muricy 1981, p. 547.
162. ↑  Motta 2003, p. 178-179, Tomo 3.
163. ↑  Última Hora, 1 de abril de 1964.
164. ↑  Santos 2014.
165. 1 2  Muricy 1981, p. 545.
166. 1 2  Muricy 1981, p. 545-547.
167. ↑  Motta 2003, p. 308-309, Tomo 3.
168. ↑  Gomes 1964, p. 119-120.
169. 1 2  Mourão Filho 2011, p. 390.
170. 1 2  Motta 2003, p. 180, Tomo 3.
171. 1 2 3 4 5 6 7 8  D'Aguiar 1976, p. 137.
172. ↑  Motta 2003, p. 180-181, Tomo 3.
173. 1 2  Motta 2003, p. 308, Tomo 3.
174. 1 2 3  Muricy 1981, p. 546.
175. 1 2 3  Gaspari 2014, Parte I, “O Exército dormiu janguista".
176. ↑  Mourão Filho 2011, p. 462.
177. 1 2 3 4 5 6  Motta 2003, p. 181, Tomo 3.
178. ↑  D'Aguiar 1976, p. 136-137.
179. ↑  Motta 2003, p. 309, Tomo 3.
180. ↑  Mourão Filho 2011, p. 390-393.
181. ↑  Gomes 1964, p. 117-118.
182. ↑  Silva 2014b, p. 200-201.
183. ↑  Mourão Filho 2011, p. 390-391.
184. ↑  Denys 2010.
185. 1 2 3  Chagas 1985, p. 39-40.
186. ↑  Mourão Filho 2011, p. 354 e 432.
187. 1 2 3  Muricy 1981, p. 547-549.
188. 1 2 3 4  Gomes 1964, p. 121-122.
189. 1 2  Mourão Filho 2011, p. 464.
190. ↑  Silva 2014b, p. 203-204.
191. ↑  Silva 2014b, p. 206.
192. ↑  Mourão Filho 2011, p. 391.
193. 1 2 3  Motta 2003, p. 85, Tomo 3.
194. 1 2  Muricy 1981, p. 547-548.
195. ↑  Motta 2003, p. 43, Tomo 14.
196. ↑  Motta 2003, p. 172, Tomo 1.
197. ↑  CMV de Petrópolis & 2018 2018, p. 58-59.
198. ↑  Gomes 1964, p. 121.
199. 1 2 3  Motta 2003, p. 310, Tomo 3.
200. 1 2  Muricy 1981, p. 549.
201. 1 2  O Globo, 2 de abril de 1964, p. 12.
202. ↑  Motta 2003, p. 336, Tomo 10.
203. ↑  Motta 2003, p. 84, Tomo 3.
204. 1 2 3 4 5  Correio da Manhã, 2 de abril de 1964.
205. 1 2  Jornal de Areal, setembro de 1997.
206. ↑  G1, 31 de março de 2019.
207. ↑  Mitra arquidiocesana de São Paulo 1988, p. 132-133.
208. 1 2  Silva 2014a, p. 366.
209. ↑  Muricy 1981, p. 534 e 549.
210. ↑  Argolo, Ribeiro & Fortunato 1996, p. 186.
211. 1 2  Muricy 1981, p. 549-553.
212. 1 2 3 4  Muricy 1981, p. 551-552.
213. ↑  Motta 2003, p. 182, Tomo 3.
214. 1 2  D'Aguiar 1976, p. 137-138.
215. ↑  Silva 2014b, p. 206-207.
216. 1 2  Silva 2014b, p. 366-367.
217. ↑  Silva 2014b, p. 209.
218. 1 2  Chagas 1985, p. 40-41.
219. ↑  Muricy 1981, p. 551-553.
220. 1 2 3 4 5  D'Aguiar 1976, p. 138.
221. 1 2 3  Muricy 1981, p. 552-553.
222. ↑  Muricy 1981, p. 553.
223. ↑  Mourão Filho 2011, p. 394.
224. ↑  Motta 2003, p. 85-86.
225. 1 2 3  Mourão Filho 2011, p. 395.
226. ↑  Mourão Filho 2011, p. 466.
227. ↑  Motta 2003, p. 86, Tomo 3.
228. 1 2  Chagas 1985, p. 41.
229. ↑  Silva 2014b, p. 210.
230. ↑  Motta 2003, p. 184, Tomo 3.
231. ↑  D'Aguiar 1976, p. 138-139.
232. 1 2  Gomes 1983, p. 64.
233. 1 2  Pinto 2015, p. 120.
234. ↑  Motta 2003, p. 311, Tomo 3.
235. ↑  Mourão Filho 2011, p. 479-480.
236. ↑  Mourão Filho 2011, p. 467.
237. ↑  Motta 2003, p. 87-88 e 184, Tomo 3.
238. ↑  D'Aguiar 1976, p. 139.
239. ↑  Oliveira 2014, p. 6.
240. ↑  Motta 2003, p. 88, 184 e 311 (Tomo 3) e 181 (Tomo 11).
241. ↑  Motta 2003, p. 185, Tomo 3.
242. ↑  Motta 2003, Tomo 15, p. 261-266, Tomo 5, p. 287-293, e Tomo 7, p. 213-217.
243. ↑  Vieira 2007, p. 121.
244. ↑  Silva 2014b, p. 177 e 189-192.